# Ligne 8 du tramway d'Île-de-France
La ligne 8 du tramway d'Île-de-France, aussi connue sous le nom de Tram'y en phase projet et en abrégé la ligne T8, est une ligne de tramway située dans le nord de la banlieue parisienne mise en service le 16 décembre 2014. Longue de 8,45 kilomètres, la ligne de tramway relie en fourche la station de métro Saint-Denis - Porte de Paris (ligne 13) à la gare de Villetaneuse-Université (T11) et à la station Épinay-Orgemont.

Plan schématique de la ligne T8.

## Histoire

### Tramway d'Enghien à Trinité

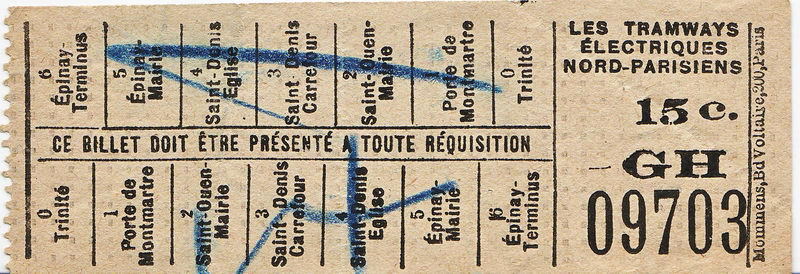
Le billet du tram, sur son tracé d'avant 1908.

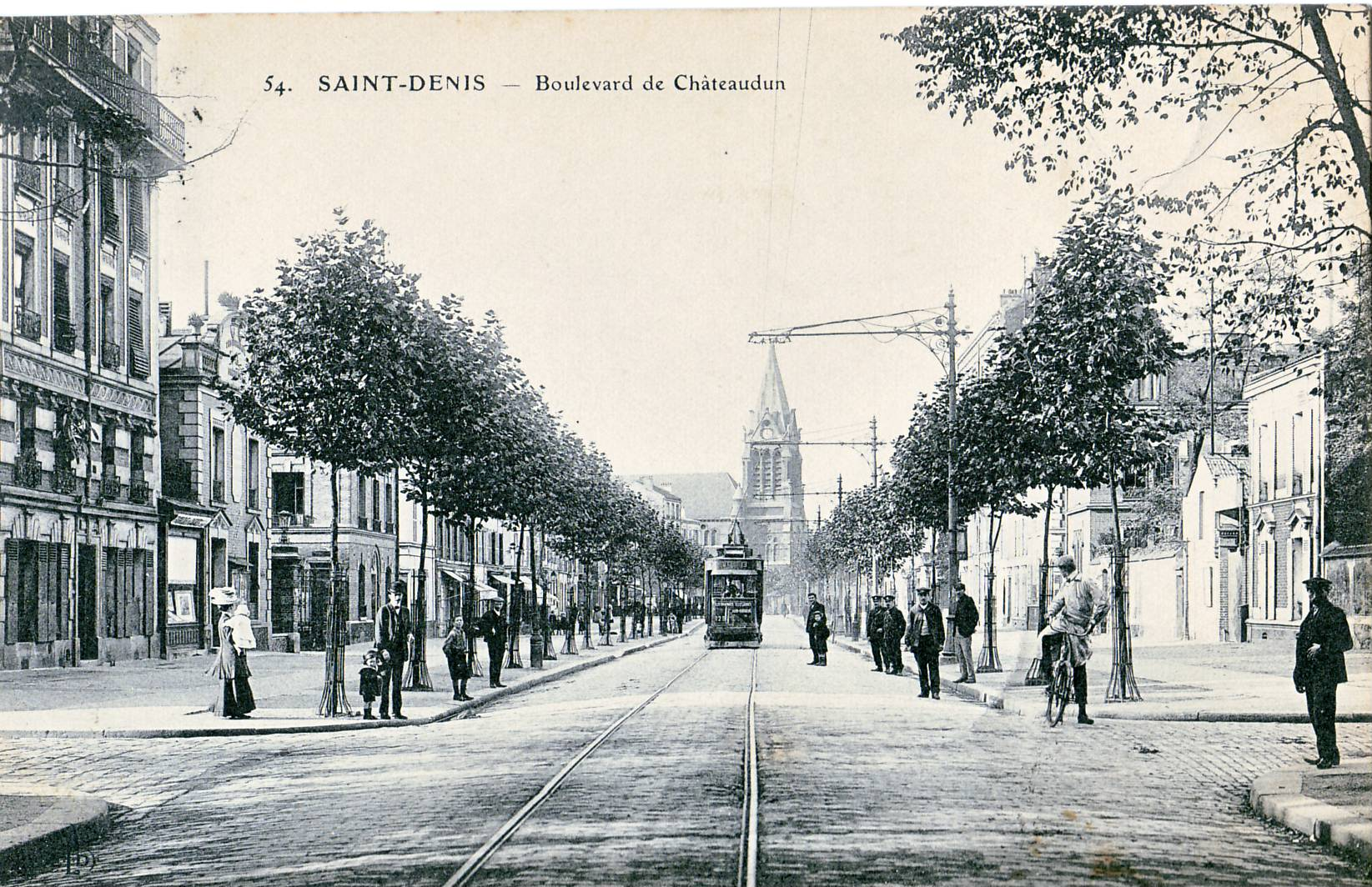
La voie unique du tramway sur le boulevard Jules-Guesde à Saint-Denis.

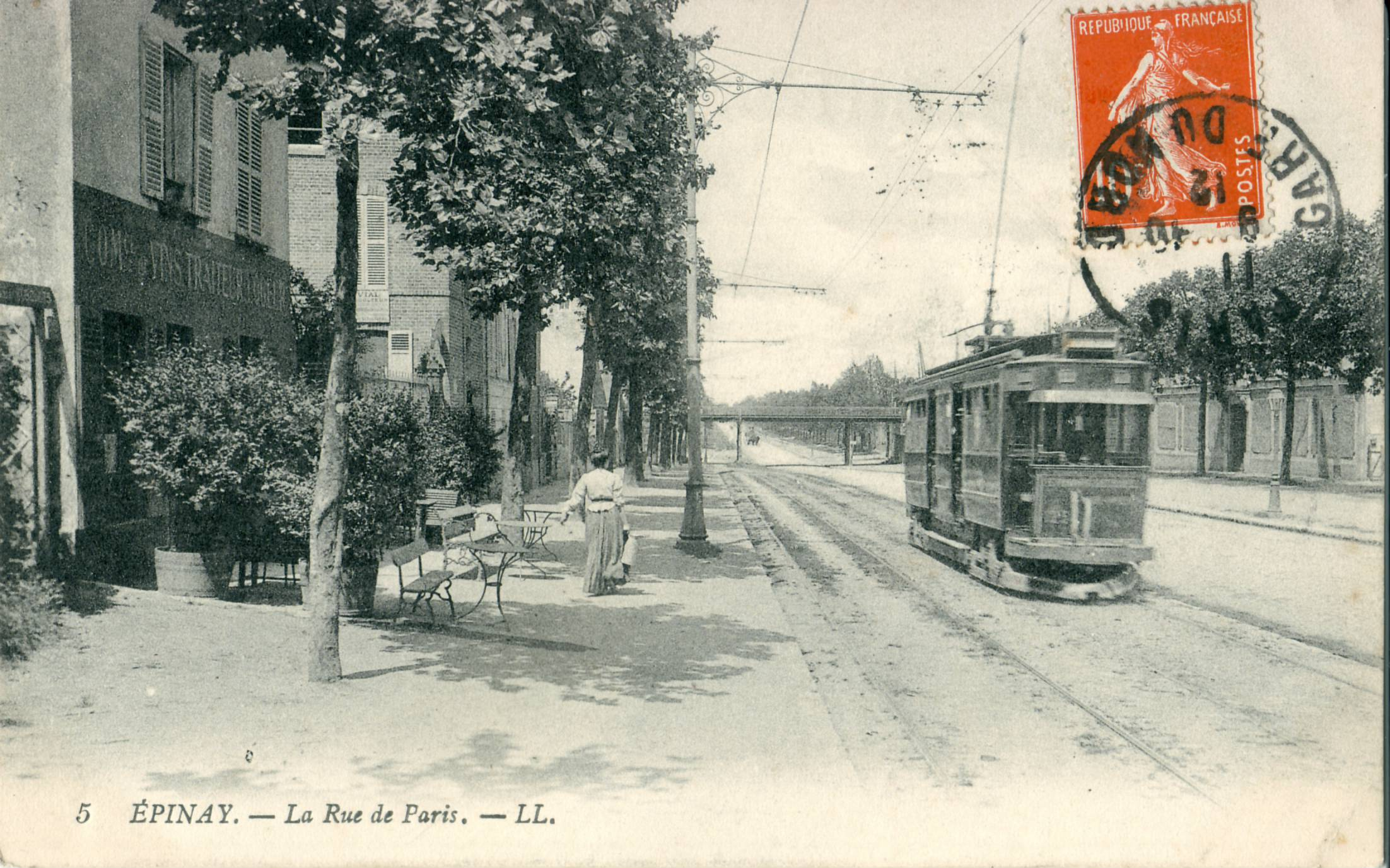
Le tramway Enghien - Trinité sur la route nationale 14 à Épinay-sur-Seine, avant 1912.

Le Tram'Y reprend, par certains aspects, le tracé d'une ancienne ligne de tramway, l'Enghien-Trinité.
Cette ligne Enghien (Cygne d'Enghien) - Trinité (Église de la Trinité à Paris) est mise en service par la Compagnie des tramways électriques du Nord-Parisien le 26 septembre 1900. Elle a été prolongée le 19 avril 1908 jusqu'à la gare d'Enghien-les-Bains.
Les trams sont entretenus au dépôt de la Briche, qui est situé à proximité du carrefour des Mobiles à Épinay, sur l'actuel boulevard Foch.
Lors de la fusion des diverses compagnies de tramways parisiens dans la STCRP, la ligne prend le numéro 54. Elle est supprimée le 25 mars 1935 et remplacée par des lignes de bus, notamment l'actuelle ligne de bus RATP 254.
Villetaneuse n'est par contre jamais desservie auparavant par des lignes de tramway, malgré des demandes de son conseil municipal, qui aurait voulu, avant la Première Guerre mondiale que les tramways desservant Pierrefitte-sur-Seine depuis Saint-Denis aient une branche vers l'ancienne mairie de Villetaneuse, qui aurait emprunté l'avenue Gabriel-Péri à Pierrefitte-sur-Seine et l'avenue Jean-Jaurès à Villetaneuse.

### Projet Tram'y
Afin d'améliorer les déplacements de banlieue à banlieue à l'intérieur du département de la Seine-Saint-Denis et plus particulièrement de la Communauté d'agglomération Plaine-Commune  et de desservir le campus de Villetaneuse, seule université francilienne à ne pas être accessible par un mode lourd de transport en commun, la création d'une ligne desservant depuis Saint-Denis les communes de Villetaneuse et d'Épinay-sur-Seine est inscrite en 1999 au Contrat de plan État-région 2000-2006, avec une enveloppe de 191 millions d'euros. Le financement du projet est prévu à hauteur de 144,83 millions d'euros (valeur 2000), répartis entre la Région Île-de-France (44,1 %), l'État (26,5 %), la RATP (17,6 %) et le Conseil général de Seine-Saint-Denis (11,8 %). La RATP apporte également un financement à hauteur de 36,6 millions d'euros au titre du matériel roulant. Les collectivités demandent que le prochain Contrat de plan État-Région finance le solde de ce projet.
Du 18 juin au 13 juillet 2001, la concertation préalable a été organisée.
Le 4 février 2003, le Syndicat des transports d'Île-de-France (STIF) approuve le schéma de principe.
Le 8 janvier 2004, lors du débat de la commission de suivi du STIF concernant le choix de roulement de la ligne, le roulement sur fer a été retenu contrairement à la ligne T5, pour les raisons suivantes :
- le Translohr STE3 permet une capacité maximale de 1 920 voyageurs par heure avec un intervalle de six minutes, qui ne permet aucune marge de manœuvre en cas de croissance significative du trafic, généralement observée à la suite de l'ouverture d'une ligne de tramway ;
- un tramway sur fer est d'une capacité plus élevée, pour une longueur inférieure, ce qui réduit l'impact sur la gestion des carrefours et les travaux de génie civil à engager grâce à des quais moins longs ;
- l'étroitesse du Translohr (2,20 m) ne permet en réalité aucun gain de place significatif par rapport à un tramway fer, l'emprise sur la voie publique étant équivalente en raison du mode de roulement ;
- le Translohr, est le seul véhicule sur pneumatiques existant répondant au cahier des charges, ce qui fait peser un risque industriel sur la pérennité de l'exploitation, totalement dépendante d'un constructeur unique (le système propriétaire empêchant toute mise en concurrence entre constructeurs, dépendance et risque de faillite du constructeur) ;
- le mode de guidage par rail central impose la présence de bandes de roulement pour les pneumatiques et limite les parties engazonnables de la plateforme.

Le 5 juillet 2006, le STIF approuve le dossier d’enquête publique.
Du 20 novembre 2006 au 6 janvier 2007, l'enquête publique du projet a été réalisée dans les mairies des trois villes concernées.
Le 10 octobre 2007, le STIF déclare « le projet d'intérêt général » et s'engage à mettre en place une commission de suivi pour assurer le lien avec les riverains durant les phases de travaux, conformément à la demande exprimée par la commission d’enquête publique,.
Le 27 décembre 2007, la déclaration d'utilité publique du projet est publiée.
Le 14 février 2008, le Conseil d'administration du STIF approuve l'avant-projet et la convention de financement du projet, qui détermine le coût prévisionnel et les engagements de financement de chacun des financeurs,.

### Approbation

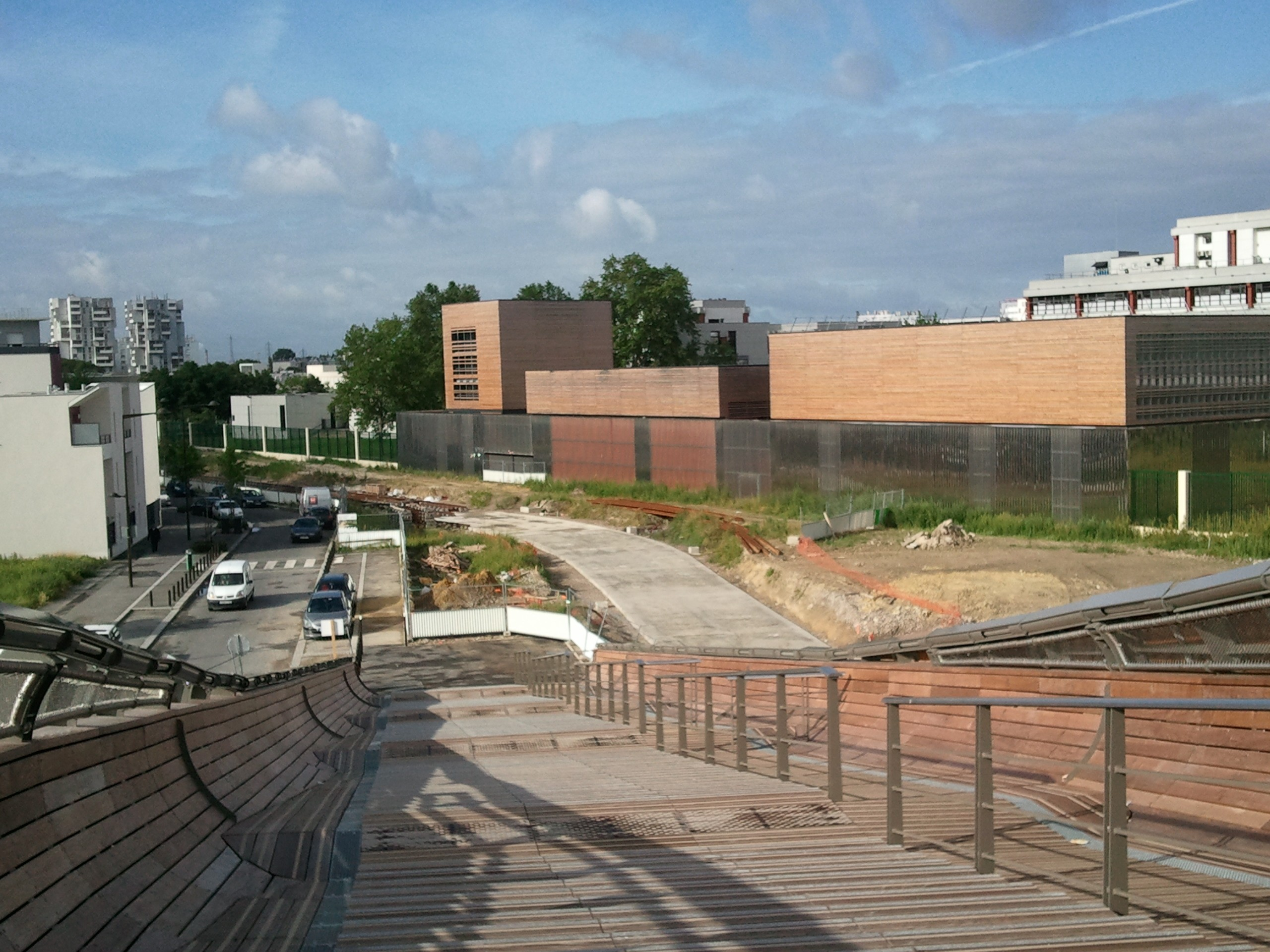
Le terminus Villetaneuse-Université, en juin 2012.
La plate-forme en travaux de la station terminus, vue depuis la passerelle de la future gare, où une correspondance directe entre tramway et le T11 est mise en place en juillet 2017. Le bâtiment à droite est le gymnase universitaire Jackson-Richardson.

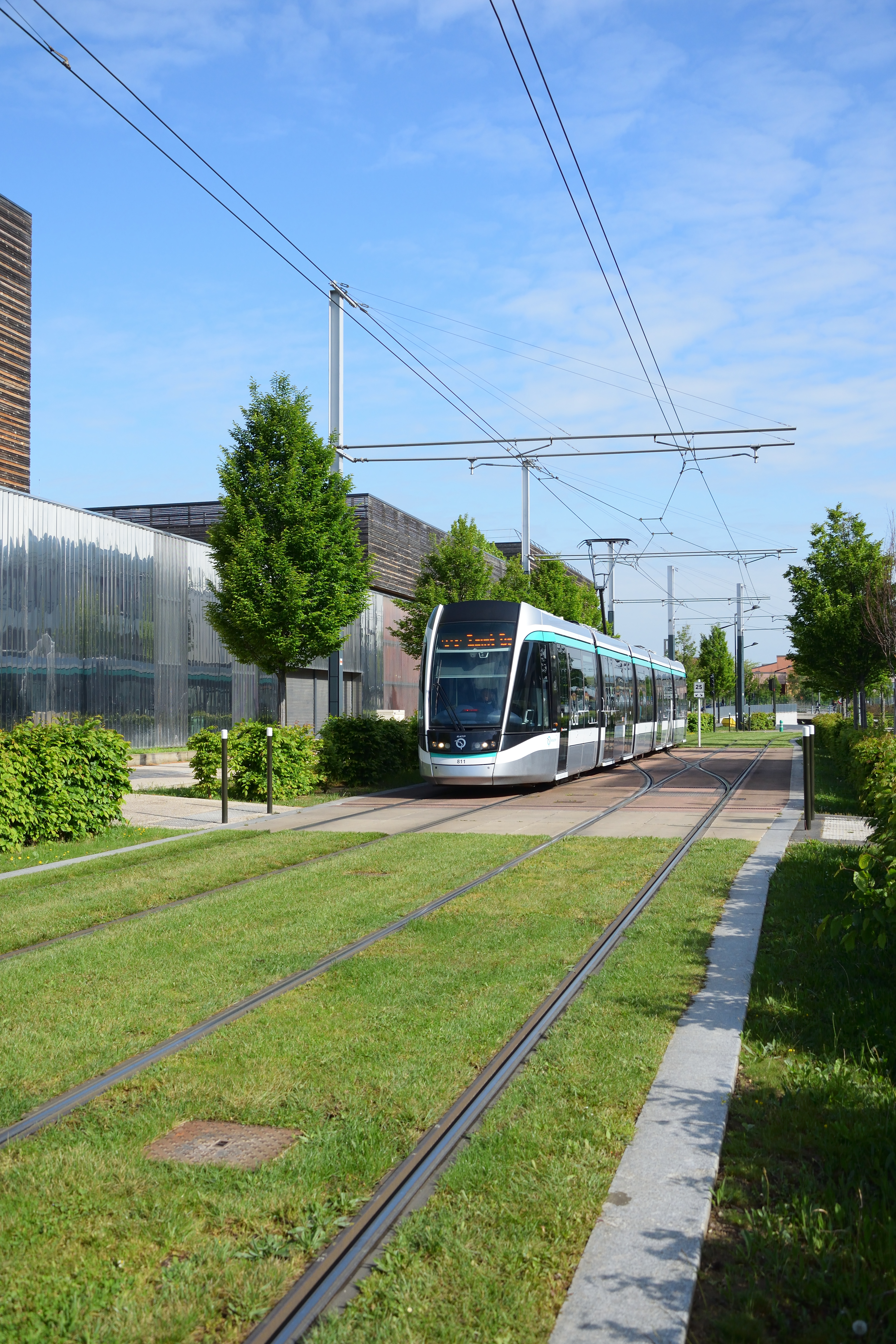
Alstom Citadis 302 de la RATP portant le no 811 sur la ligne T8 quittant son terminus de Villetaneuse Université par une plate-forme végétalisée.

Le 11 février 2009, le Syndicat des transports d'Île-de-France (STIF) décide d'attribuer à cette ligne, le numéro « 8 ».
En juin 2010, les travaux débutent avec un petit mois de retard.
Le 7 juillet 2010, les acquisitions foncières de l’emprise sont approuvées.
Le 28 janvier 2011, la commande du matériel roulant de la ligne a été passée auprès du constructeur Alstom, de tramways Citadis. Le marché global comprend deux tranches : la première tranche commandée concerne 19 rames Citadis destinées à la ligne T7. Une deuxième tranche, levée ultérieurement, comporte 20 rames supplémentaires pour la ligne T8. Des options pourront à terme porter le marché à 70 rames.
Le 7 novembre 2011, le STIF, la RATP, la Banque européenne d’investissement et le groupe BPCE ont présenté le contrat de crédit-bail destiné à financer les nouveaux matériels roulants des lignes de tramway T3, T5, T6, T7 et T8. À cette occasion, le design des tramways destinés aux lignes T7 et T8 a été présenté à la presse,.
La marche à blanc a débuté le 18 novembre 2014, et s'est poursuivie jusqu'au 15 décembre 2014,.

### Raccordement entre les tramways T1 et T8

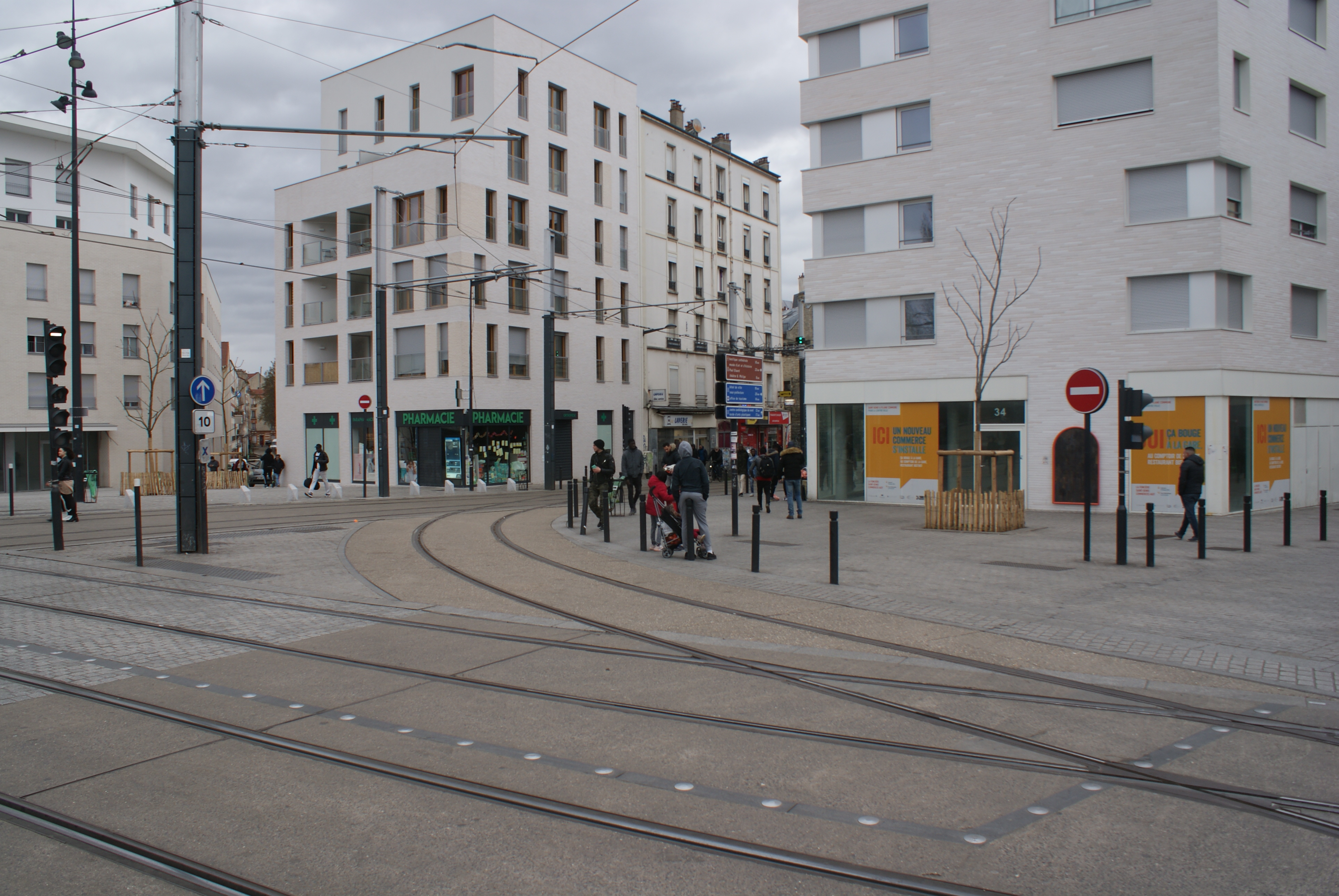
Le raccordement entre les tramways T1 et T8 achevé.

Lors de la réalisation de la ligne T8, les communications pour créer le raccordement entre les deux lignes sont posées, mais ce raccordement à voie unique n'est alors pas terminé. En juin 2018, la RATP lance des travaux pour le finir, qui s'achèvent en octobre de la même année,.

### Travaux

#### Partenaires du projet
Le STIF, autorité organisatrice des transports en Île-de-France, pilote l’opération, nomme les maîtres d’ouvrage et gère les acquisitions foncières liées au système de transport. La RATP assure la maîtrise d’ouvrage du système de transport. La Communauté d'agglomération Plaine-Commune a assuré la réalisation des études maîtrise d’ouvrage des espaces publics et assure la maîtrise d’ouvrage de l'aménagement de la Porte de Paris. L'EPA Plaine de France assure les aménagements sur le Projet universitaire et urbain de Villetaneuse. Le Département de la Seine-Saint-Denis est maître d'ouvrage délégué des espaces publics et assure la coordination de la maîtrise d’ouvrage transport/espaces publics. La direction départementale de l’Équipement de la Seine-Saint-Denis est mandatée par Plaine Commune pour assurer la maîtrise d’ouvrage opérationnelle.

#### Coût du projet
Le coût du projet, hors matériel roulant, est de 244 millions d'euros HT et est financée par :
- la Région Île-de-France (190,305 M€) ;
- le Conseil général de Seine-Saint-Denis (46,293 M€) ;
- l'État (5,301 M€) ;
- la Communauté d'agglomération Plaine-Commune (1,800 M€) ;
- la RATP (0,301 M€)[4].

Le coût du matériel roulant, estimé à 43 millions d'euros (pour 20 rames) (valeur janvier 2011), est financé à 100 % par le STIF, à la suite de l'accord STIF/RATP sur le financement par crédit-bail des rames de tramway.
L’enveloppe du Contrat de Projets État-Région 2007-2013 prévoit un financement de 165,40 M€ (valeur janvier 2006), réparti comme suit : État (42,00 M€), Région (123,40 M€).

### Trafic

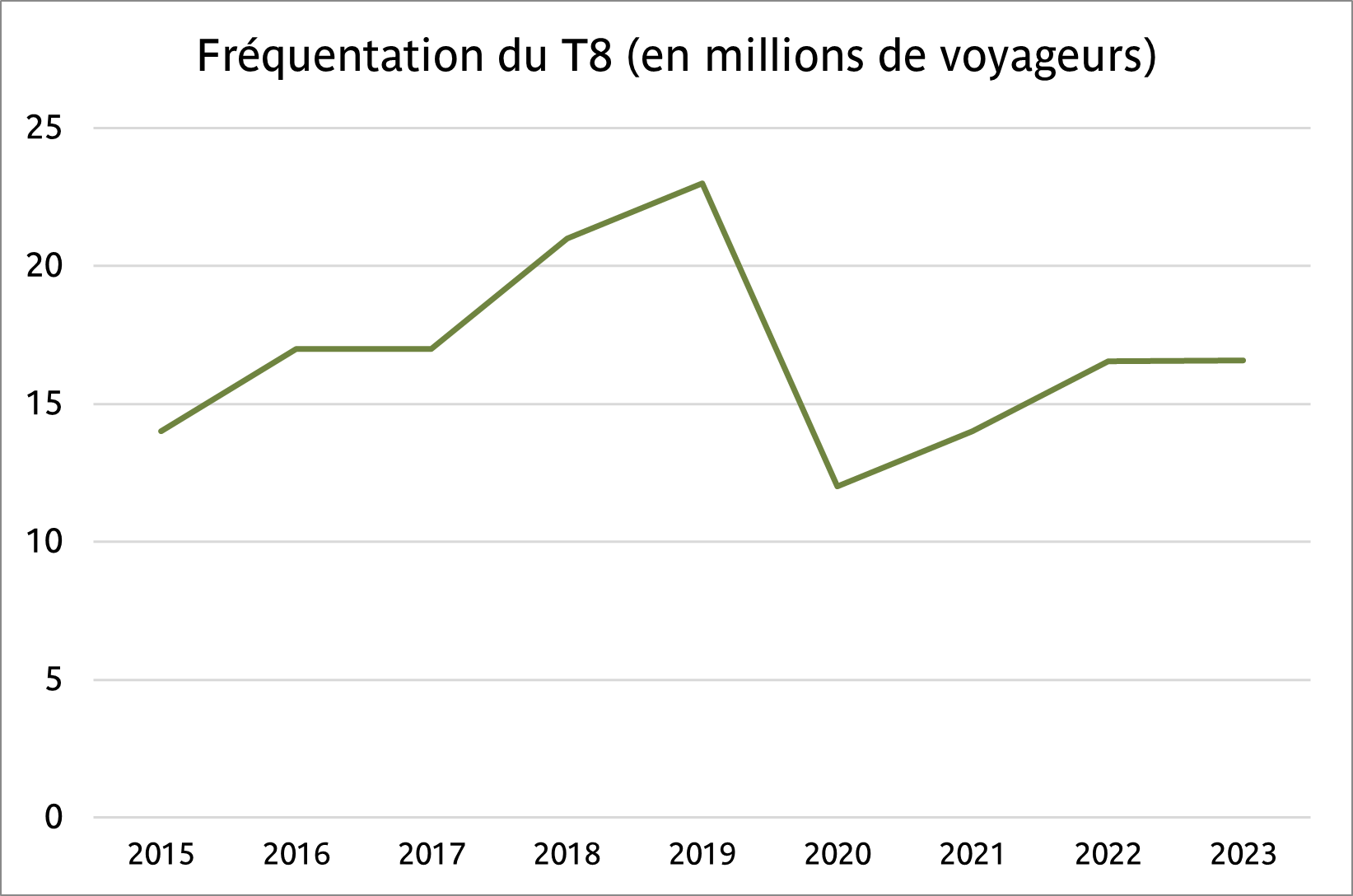
Fréquentation du T8.

Le trafic escompté avant l'ouverture de la ligne était de 16 millions de voyageurs par an, soit 55 000 voyageurs par jour dont 6 200 voyageurs à l’heure de pointe du matin. Un an après son lancement, la RATP avance précisément ce chiffre de fréquentation quotidienne avec un taux de ponctualité de 97,5 %. Selon le Journal de Saint-Denis : La RATP, dans un diagnostic réalisé sur l’ensemble des lignes de tramway, considère que le T8 présente une fréquence très élevée notamment en heures de pointe, la plus forte en Île-de-France. Les comptages effectués par ses soins montrent que le taux de charge ne nécessite pas un renfort de ligne. En conséquence, les usagers devront subir en heure de pointe une attente supplémentaire (passage de 3 à 4 minutes), ainsi que le samedi matin et le dimanche après-midi..
| Années                            | 2015 | 2016 | 2017 | 2018 | 2019 | 2020 | 2021 | 2022 | 2023 |
| --------------------------------- | ---- | ---- | ---- | ---- | ---- | ---- | ---- | ---- | ---- |
| Nombre de voyageurs (en millions) | 14   | 17   | 17   | 21   | 23   | 12   | 14   | 17   | 17   |

## Infrastructure

### Tracé et stations

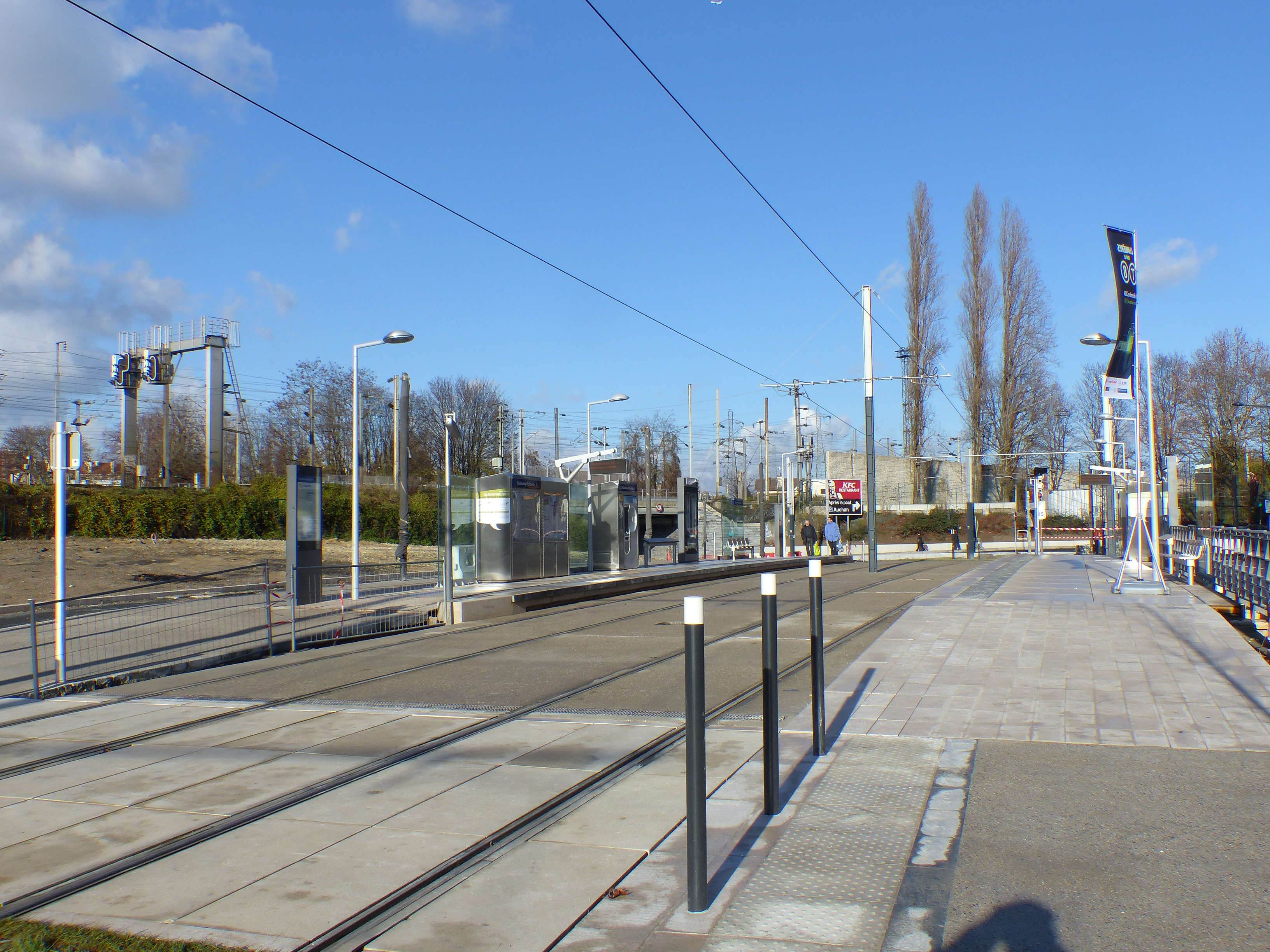
Aménagement de la station Delaunay-Belleville.

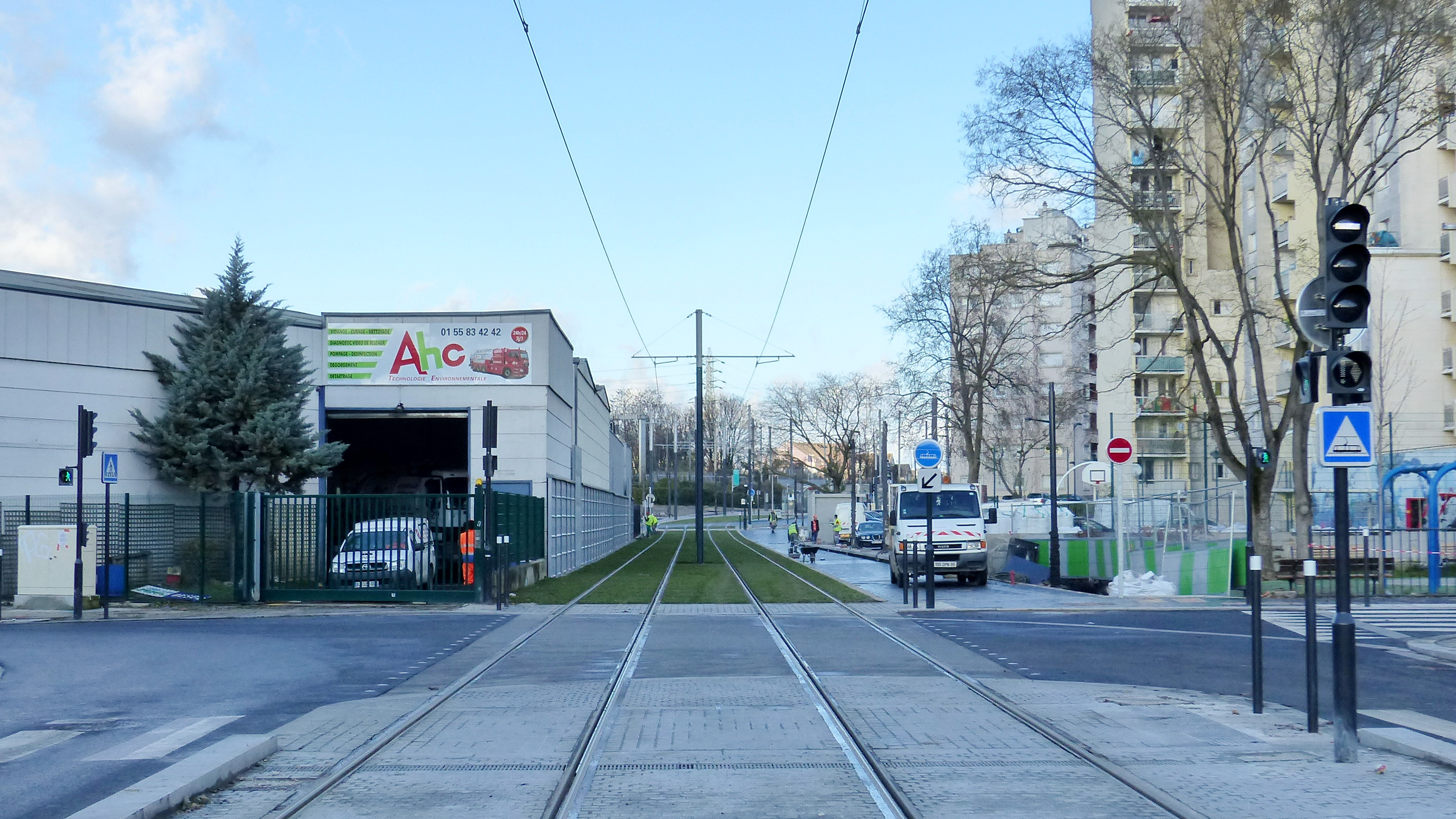
Le site propre évitant la rue de la Poterie, à Saint-Denis.

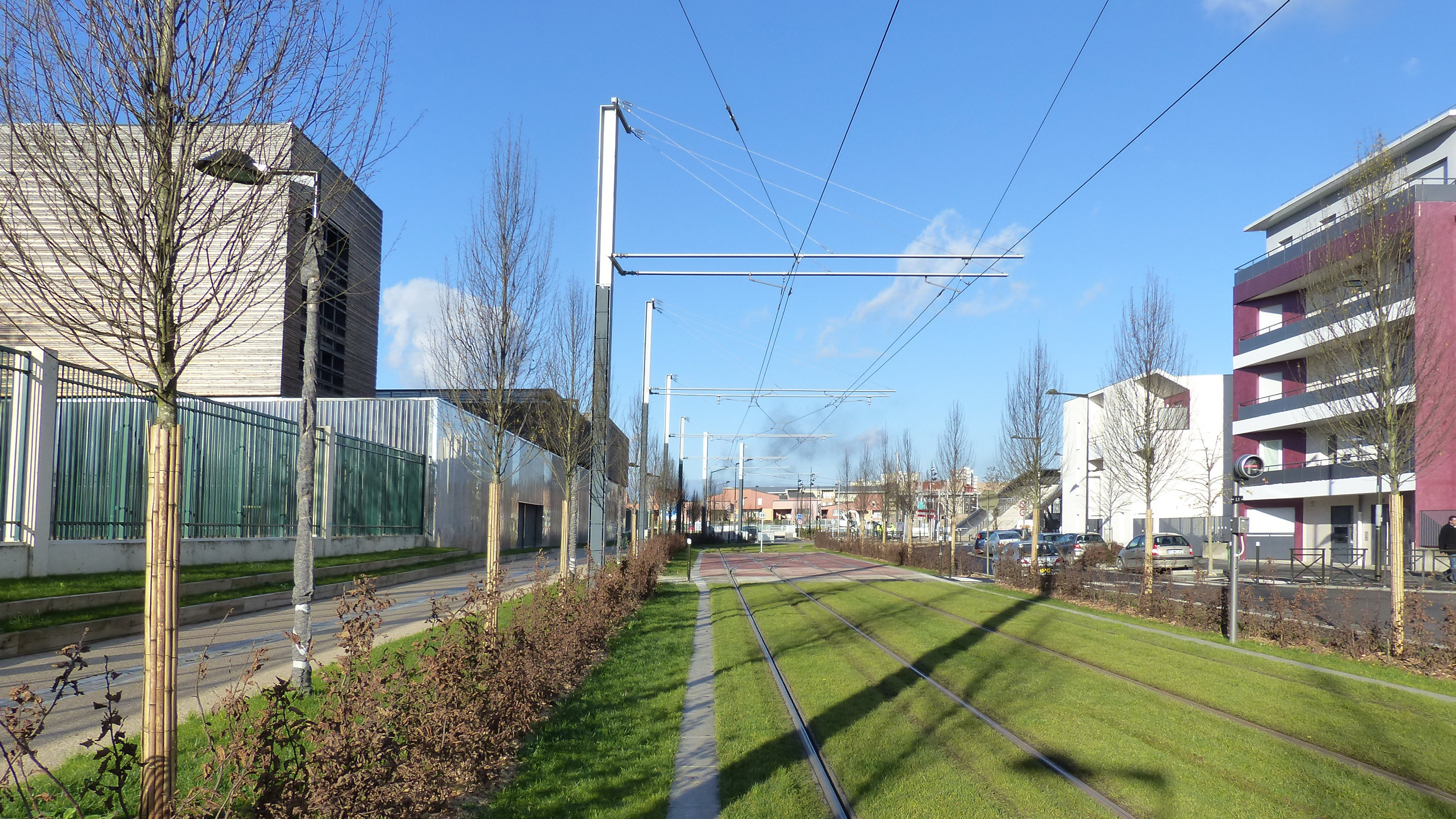
Le quartier du Projet universitaire et urbain a été conçu autour de l'arrivée du tramway.

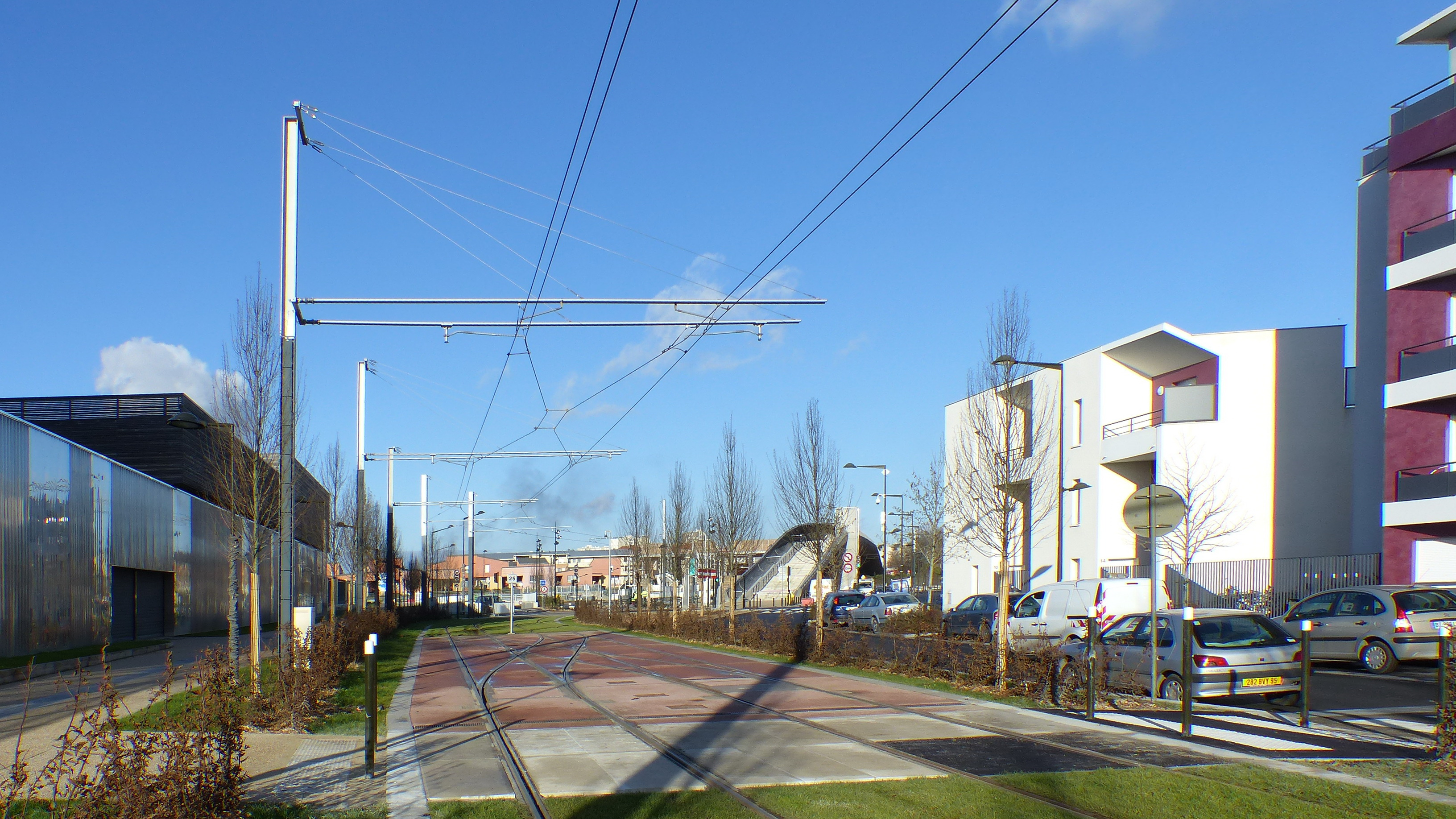
L'avant-gare du terminus de Villetaneuse-Université. Au fond, la passerelle sur la Grande-Ceinture, qui donnera accès à la gare de Villetaneuse-Université sur le T11.

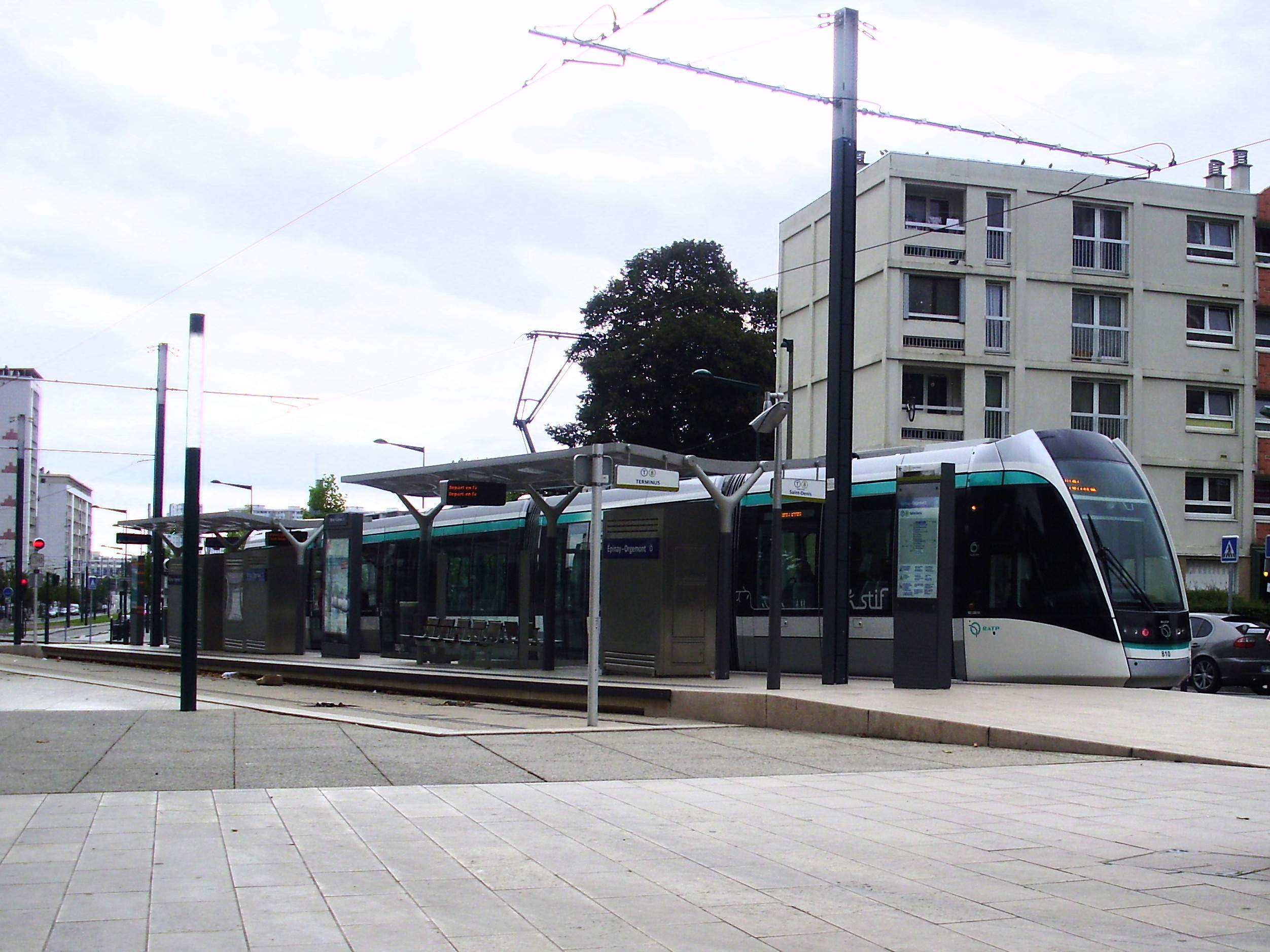
Station Épinay-Orgemont à Épinay-sur-Seine.

La ligne T8 est longue de 8,45 kilomètres. Elle relie au sein du département de la Seine-Saint-Denis, les communes de Saint-Denis, d'Épinay-sur-Seine et de Villetaneuse, offrant des correspondances avec les lignes C et D du RER, le tramway de la ligne T1, la ligne 13 du métro et la ligne H du Transilien. Dans un rayon de 400 mètres à vol d’oiseau, 77 000 habitants et emplois sont desservis.
La ligne utilise les voiries existantes dans les trois communes. Toutefois, à Saint-Denis, l'aménagement de son terminus sur un parking public s'est accompagné d'une restructuration totale de cet ancien échangeur routier, devenu, dans le cadre de la ZAC de la Porte de Paris, un espace urbain redynamisé.

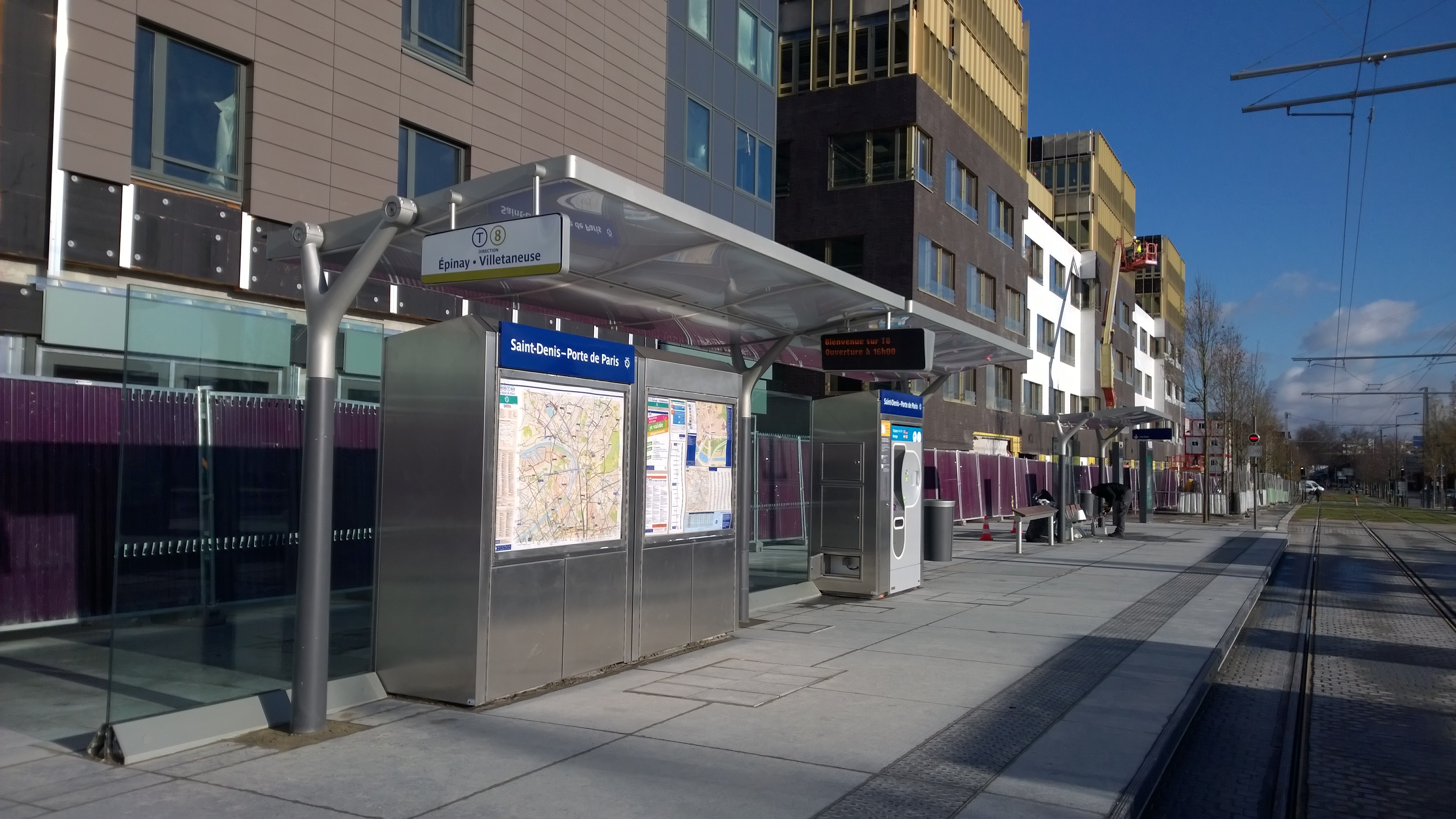
Quai de départ du Terminus Porte de Paris, le long des immeubles en construction lors de l'inauguration de décembre 2014.
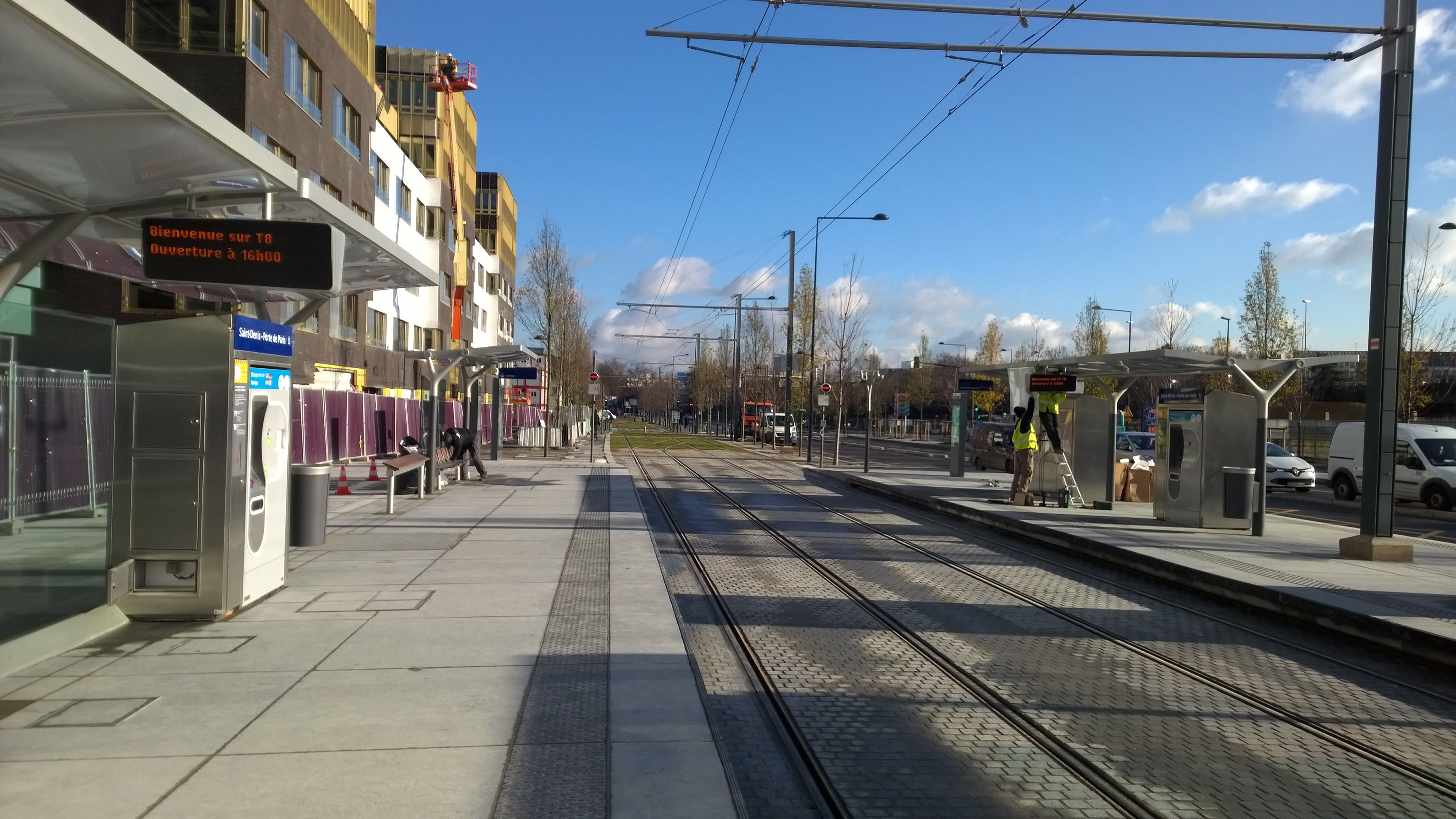
Station et arrière-gare de Saint-Denis Porte de Paris.

À Saint-Denis encore, la ligne s'écarte de la rue de la Poterie en utilisant un délaissé existant entre des bâtiments industriels et la cité Maurice-Thorez.
En juin 2018, la RATP lance des travaux pour poser des voies de raccordement avec les voies du T1 à l'est de la gare de Saint-Denis,.
Liste des stations
La ligne de tramway T8 comporte dix-sept stations, dont trois terminus. Sur proposition de la RATP et en concertation avec les acteurs locaux, le nom des stations a été arrêté par le STIF et annoncé dans le magazine du tramway T8 de janvier 2014.
|  |   |   |   |  | Station                             | Lat/Long                    | Zone | Communes         | Correspondances                                              |
|  | - | - | - |  | ----------------------------------- | --------------------------- | ---- | ---------------- | ------------------------------------------------------------ |
|  |   | ■ |   |  | Saint-Denis - Porte de Paris        | 48° 55′ 47″ N, 2° 21′ 29″ E | 3    | Saint-Denis      | (M) · (13)                                                   |
|  |   | • |   |  | Pierre de Geyter                    | 48° 55′ 57″ N, 2° 21′ 07″ E | 3    | Saint-Denis      |                                                              |
|  |   | • |   |  | Saint-Denis - Gare                  | 48° 56′ 08″ N, 2° 20′ 51″ E | 3    | Saint-Denis      | (RER) · (D) · Transilien · Ligne H du Transilien · (T) · (1) |
|  |   | • |   |  | Paul Éluard                         | 48° 56′ 24″ N, 2° 20′ 43″ E | 3    | Saint-Denis      |                                                              |
|  |   | • |   |  | Delaunay-Belleville                 | 48° 56′ 45″ N, 2° 20′ 50″ E | 3    | Saint-Denis      |                                                              |
|  | • |   |   |  | César                               | 48° 56′ 58″ N, 2° 20′ 33″ E | 3    | Villetaneuse     |                                                              |
|  | • |   |   |  | Jean Vilar                          | 48° 57′ 12″ N, 2° 20′ 37″ E | 3    | Villetaneuse     |                                                              |
|  | • |   |   |  | Pablo Neruda                        | 48° 57′ 24″ N, 2° 20′ 38″ E | 3    | Villetaneuse     |                                                              |
|  | ■ |   |   |  | Villetaneuse-Université             | 48° 57′ 34″ N, 2° 20′ 31″ E | 3    | Villetaneuse     | (T) · (11)                                                   |
|  |   |   | • |  | Blumenthal                          | 48° 56′ 53″ N, 2° 20′ 19″ E | 3    | Épinay-sur-Seine |                                                              |
|  |   |   | • |  | Les Mobiles                         | 48° 57′ 00″ N, 2° 19′ 44″ E | 3    | Épinay-sur-Seine |                                                              |
|  |   |   | • |  | Les Béatus                          | 48° 57′ 06″ N, 2° 19′ 13″ E | 3    | Épinay-sur-Seine |                                                              |
|  |   |   | • |  | Rose Bertin Centre commercial l'Ilo | 48° 57′ 11″ N, 2° 18′ 56″ E | 3    | Épinay-sur-Seine |                                                              |
|  |   |   | • |  | Lacépède                            | 48° 57′ 19″ N, 2° 18′ 44″ E | 3    | Épinay-sur-Seine |                                                              |
|  |   |   | • |  | Gilbert Bonnemaison                 | 48° 57′ 19″ N, 2° 18′ 29″ E | 3    | Épinay-sur-Seine |                                                              |
|  |   |   | • |  | Épinay-sur-Seine - Gare             | 48° 57′ 21″ N, 2° 18′ 07″ E | 3    | Épinay-sur-Seine | (RER) · (C) · (T) · (11)                                     |
|  |   |   | ■ |  | Épinay-Orgemont                     | 48° 57′ 20″ N, 2° 17′ 45″ E | 3    | Épinay-sur-Seine |                                                              |

Les stations en gras servent de départ ou de terminus à certaines missions. Les coordonnées sont approximatives.

### Intermodalité
Le T8 est en correspondance avec plusieurs lignes de transport (métro, RER, tramway et Transilien). Le terminus sud de la ligne, Saint-Denis - Porte de Paris offre une liaison avec la ligne 13 du métro, celle-ci proposant le plus de correspondances avec des lignes de tramway. À la station Saint-Denis - Gare, il est possible de rejoindre le T1, le RER D et le Transilien H. La gare de Saint-Denis est un pôle de transport important, permettant de rejoindre la banlieue nord de Paris. Au terminus de Villetaneuse-Université passe la ligne T11, cette dernière desservant également la station Épinay-sur-Seine - Gare, à l'instar du RER C.

### Points singuliers

Croisement T1/T8
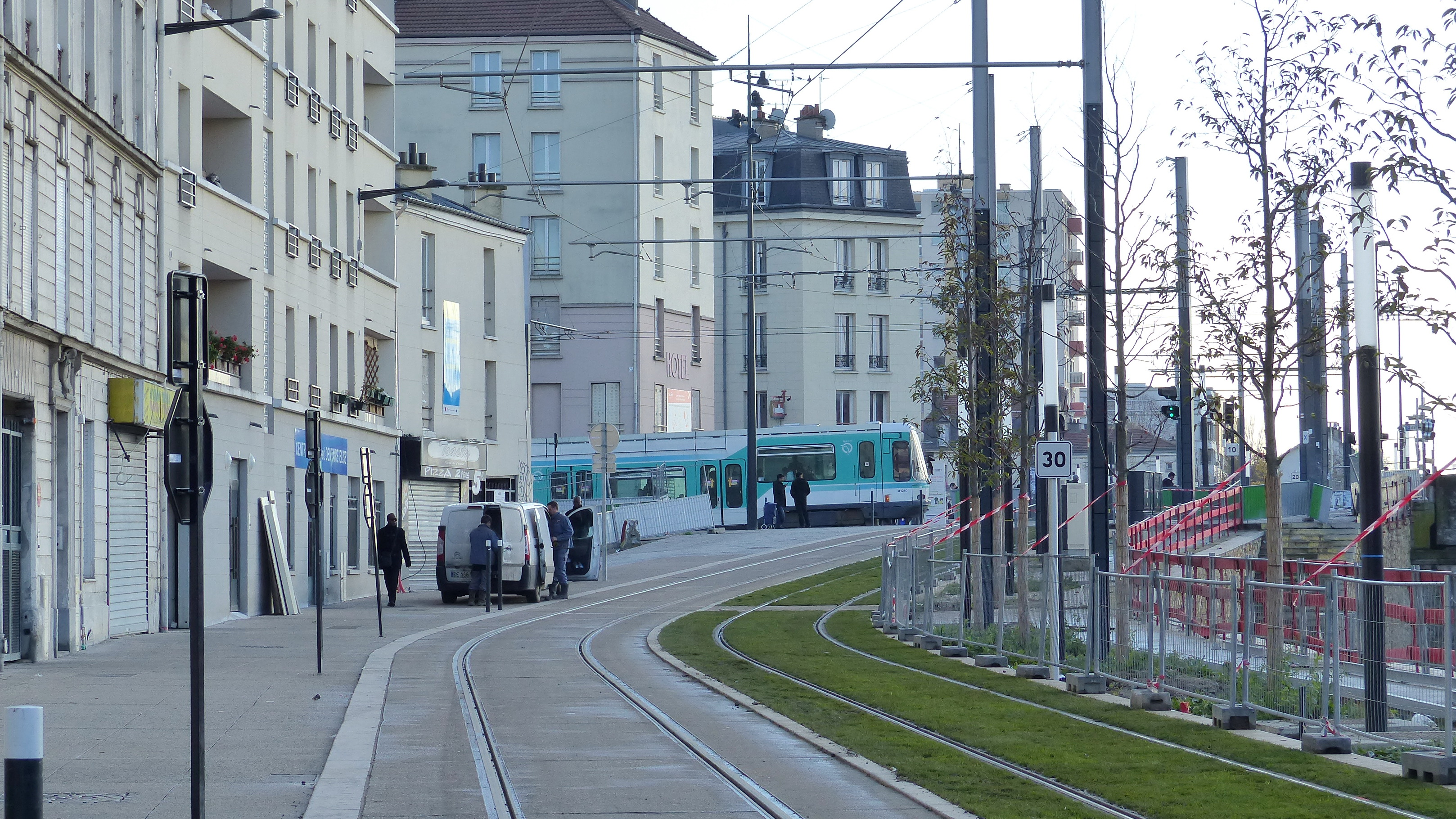
Croisement de T8 et T1, vu depuis la rue Brise-Échalas.
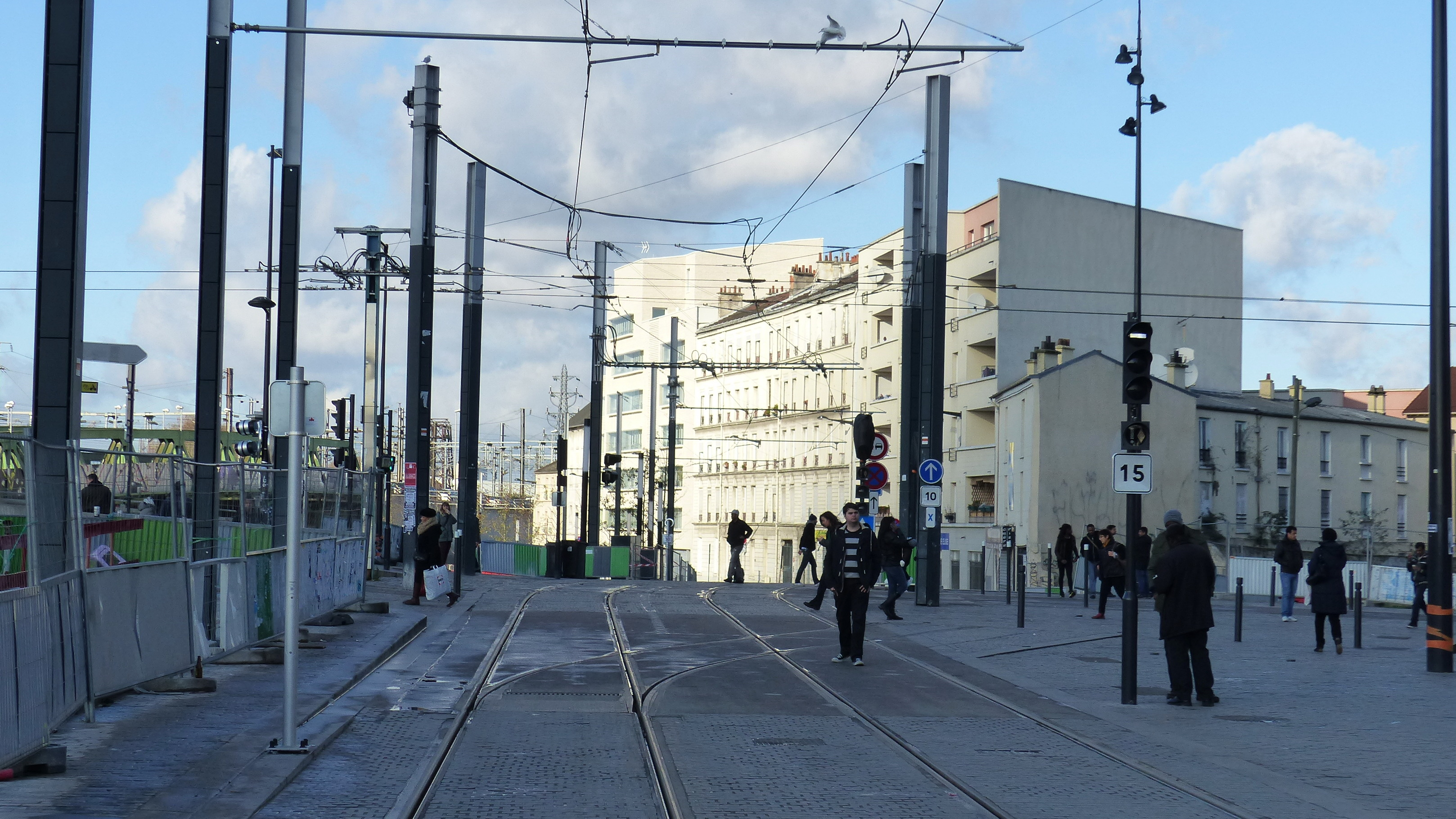
Raccordement en attente entre T8 et T1, au croisement des deux lignes.

Voie banalisée, rue Brise-Échalas à Saint-Denis
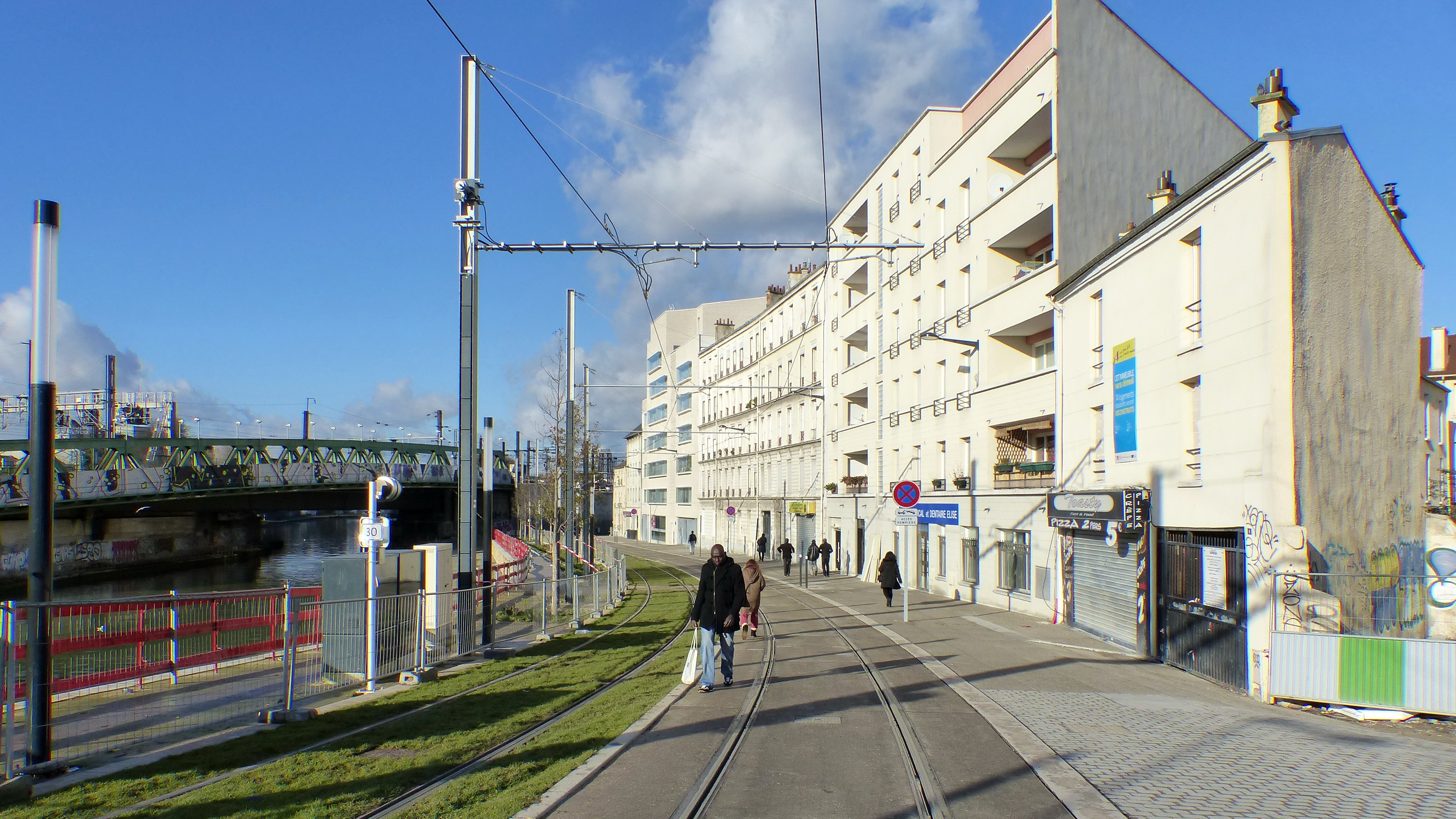
La rue Brise-Échalas et le canal Saint-Denis.
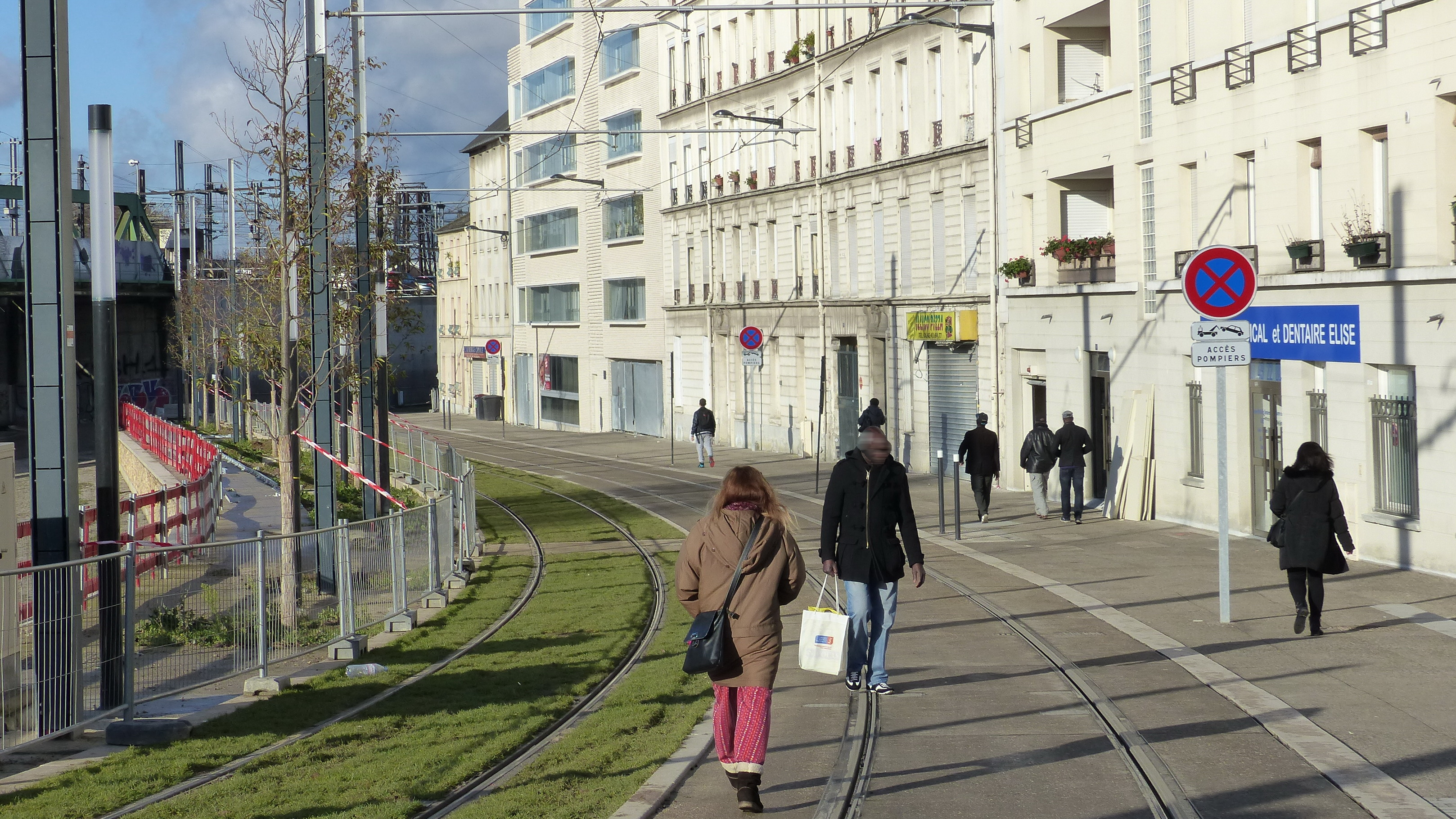
La fin de la rue, vers le viaduc de la RD24 et les voies de la ligne de Paris-Nord à Lille.

Passage sous les voies ferrées Paris-Lille et bifurcation d'Épinay-sur-Seine
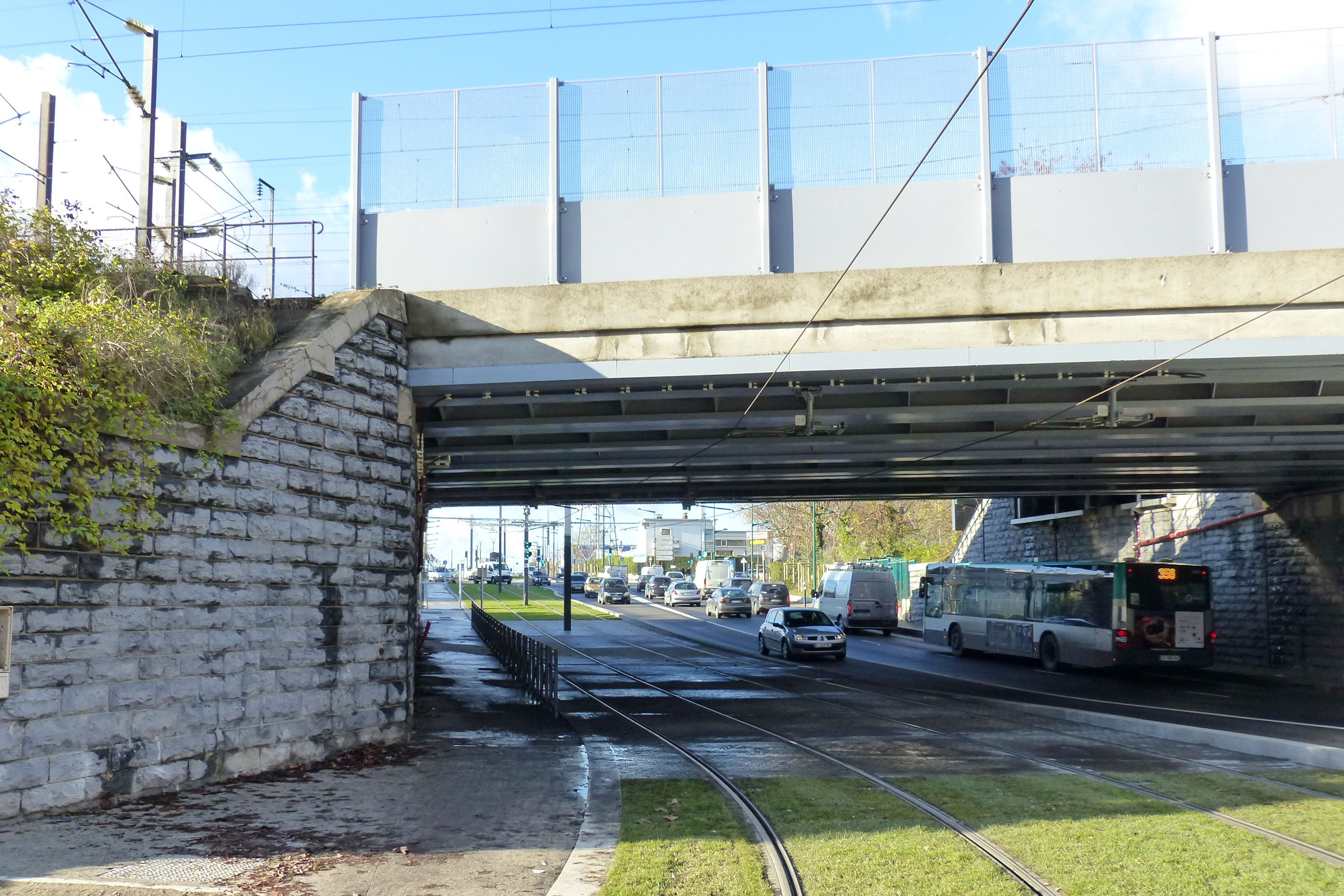
Le passage sous les voies ferrées.
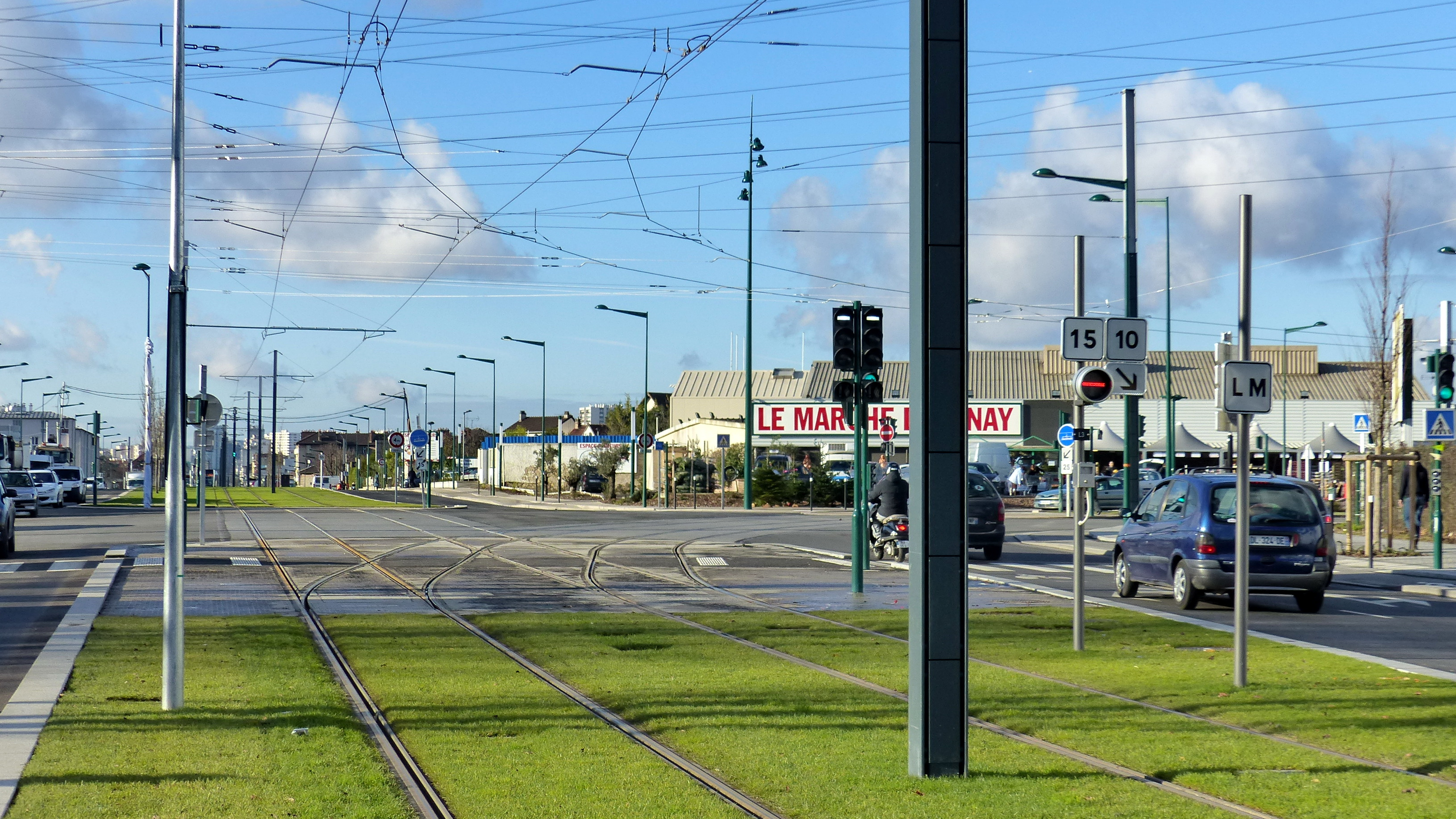
La biffurcation d'Épinay, vue du tronc commun. À droite, amorce de la branche de Villetaneuse.

### Site de maintenance et de remisage

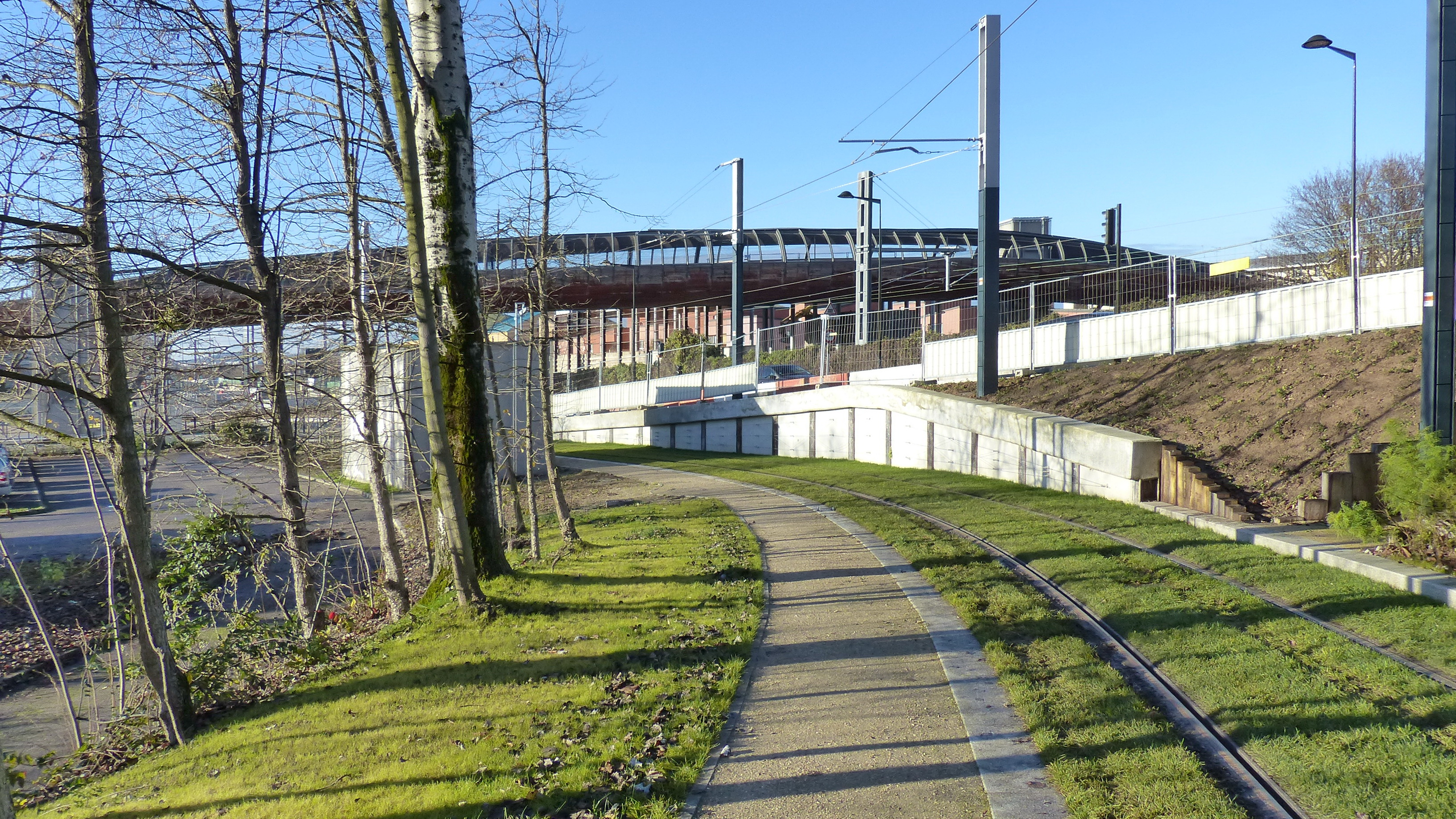
La voie de raccordement en forte rampe entre le terminus de Villetaneuse-Université et le site de maintenance et de remisage (SMR).

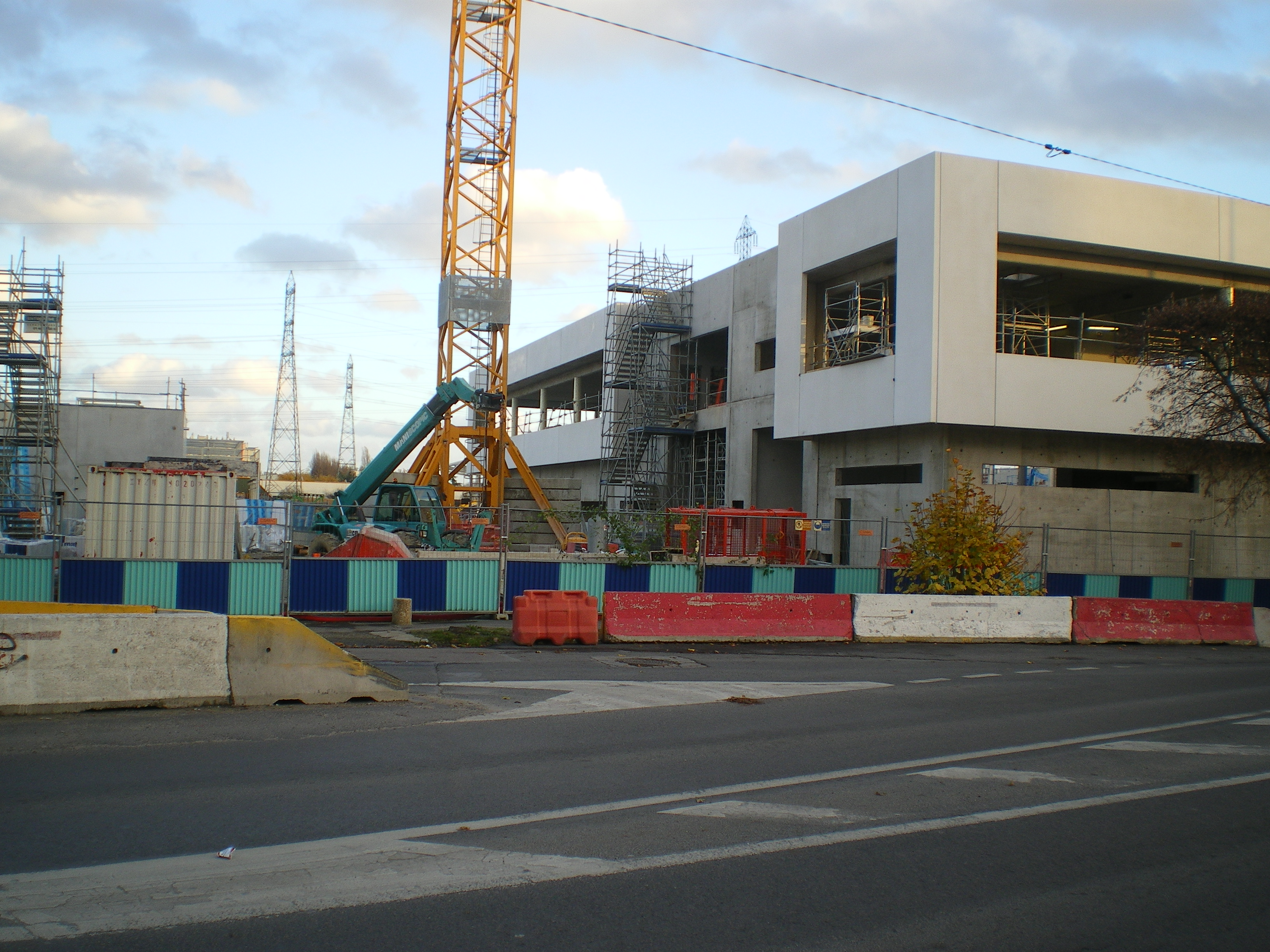
Les ateliers de Villetaneuse, en cours de construction, en novembre 2012.

L'entretien des rames de la ligne de tramway T8 est réalisé au sein d'un site de remisage et de maintenance situé à l'extrémité de la branche de Villetaneuse, dans la zone d’activités économiques dite du Château à Villetaneuse, à l'emplacement du château d'Ancien Régime, détruit au début du XIXe siècle et dont le parc a été transformé à la fin de ce siècle en zone d'activité.
La conception du bâtiment ayant fait l’objet d’une démarche environnementale, une attention particulière a été portée sur l’intégration du bâtiment à l’environnement immédiat, la gestion de l’eau et de l’énergie.
Le site de maintenance et de remisage des rames (SMR) est inauguré le 28 mai 2014. Il accueille 20 rames en première phase mais conserve des possibilités d'extension ultérieure. Il comprend six bâtiments d’une superficie de plus de 6 000 m2 (bâtiment d’entrée, bâtiment technique comprenant un poste de redressement et un poste d’éclairage force, hall de maintenance comprenant deux voies sur fosse, station service, tour en fosse et machine à laver), une zone de grand nettoyage et une zone de remisage extérieure.
L’accès des rames se fait depuis une voie unique de raccordement qui débute au terminus Villetaneuse-Université.

## Exploitation de la ligne
La ligne T8 fonctionne du lundi au samedi de 5 h 30 à 0 h 30 et les dimanches et jours fériés de 6 h à 0 h 30. À sa mise en service, elle était exploitée aux heures de pointe, au rythme d'un tramway toutes les six minutes sur chaque branche, soit toutes les trois minutes sur le tronc commun. Aux heures creuses du lundi au samedi ainsi que les dimanches et fêtes, la fréquence était d'un tramway toutes les dix minutes sur chaque branche, soit toutes les cinq minutes sur le tronc commun.
En avril 2018, Île-de-France Mobilités décide de réduire dès septembre 2018 les fréquences en passant à un tramway toutes les huit minutes sur chaque branche et toutes les quatre minutes sur le tronc commun aux heures de pointe et en réduisant le nombre de passages le samedi matin et le dimanche après-midi.
Les tramways rallient Porte de Paris à Villetaneuse-Université en 14 minutes et Porte de Paris à Épinay-Orgemont en 22 minutes environ, pour une vitesse commerciale moyenne prévue de 18,4 km/h aux heures de pointe. Le tramway est prioritaire aux feux de circulation.

### Matériel roulant
La ligne T8 est équipée de vingt rames de type Citadis 302 (identiques à ceux du T7), du constructeur Alstom. Leur intérieur diffère de celui des rames du T7 par les couleurs des tissus des sièges, des barres de maintien et des plafonds. Elles sont longues de 32 mètres et larges de 2,4 mètres.
La ligne recevra des nouvelles rames TW20, les mêmes rames que celles qu'aura à terme la ligne T1, afin d’homogénéiser la flotte de ces deux lignes (T1 et T8 ont des caractéristiques techniques identiques et ont un raccordement de service entre elles). Les rames Citadis 302 actuels de la ligne T8 seront alors transférées vers la ligne T7 pour renforcer son parc dans le cadre du prolongement de cette ligne.

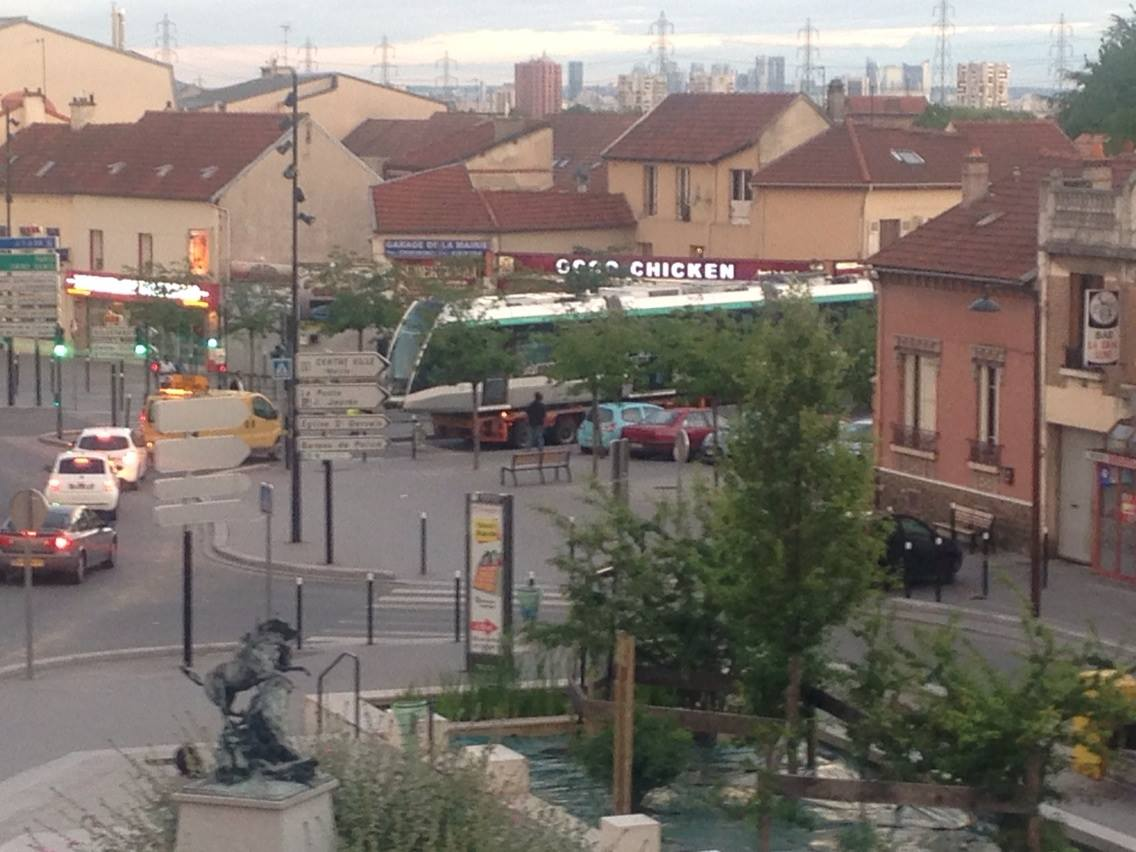
Livraison d'une rame du T8 par convoi exceptionnel.
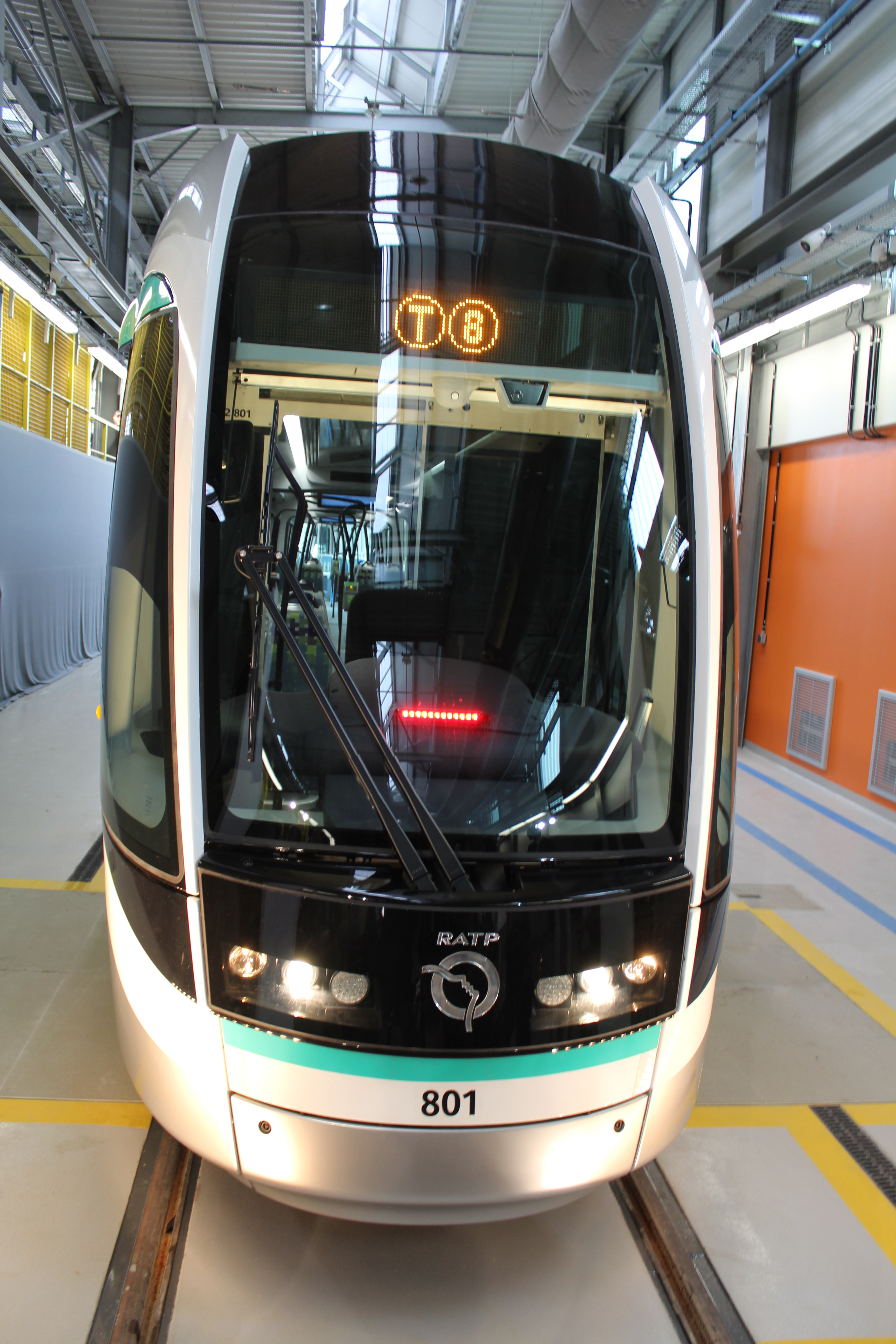
Au centre de remisage.
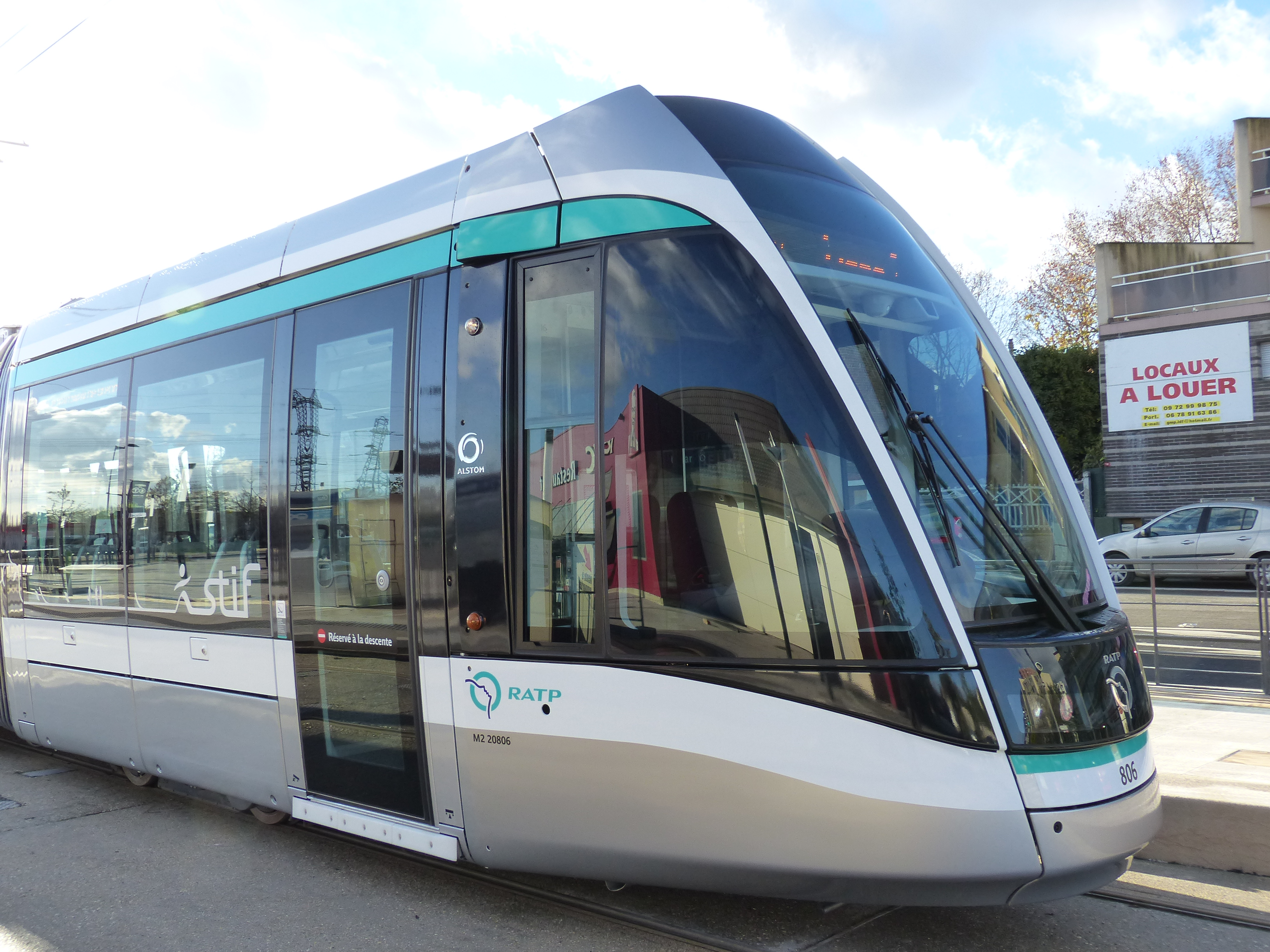
Nez de la rame 806.
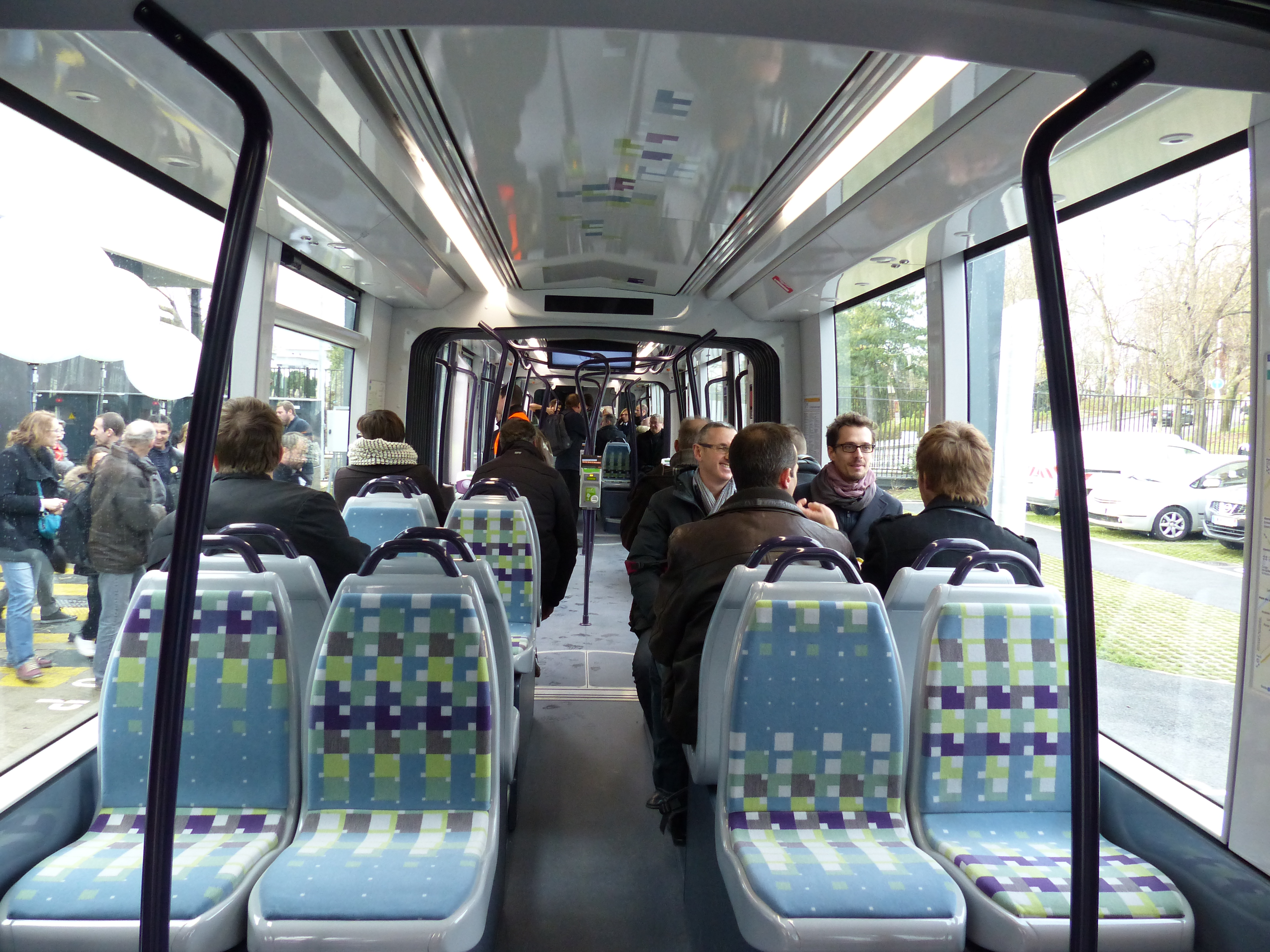
Aménagements intérieurs d'une rame de T8.
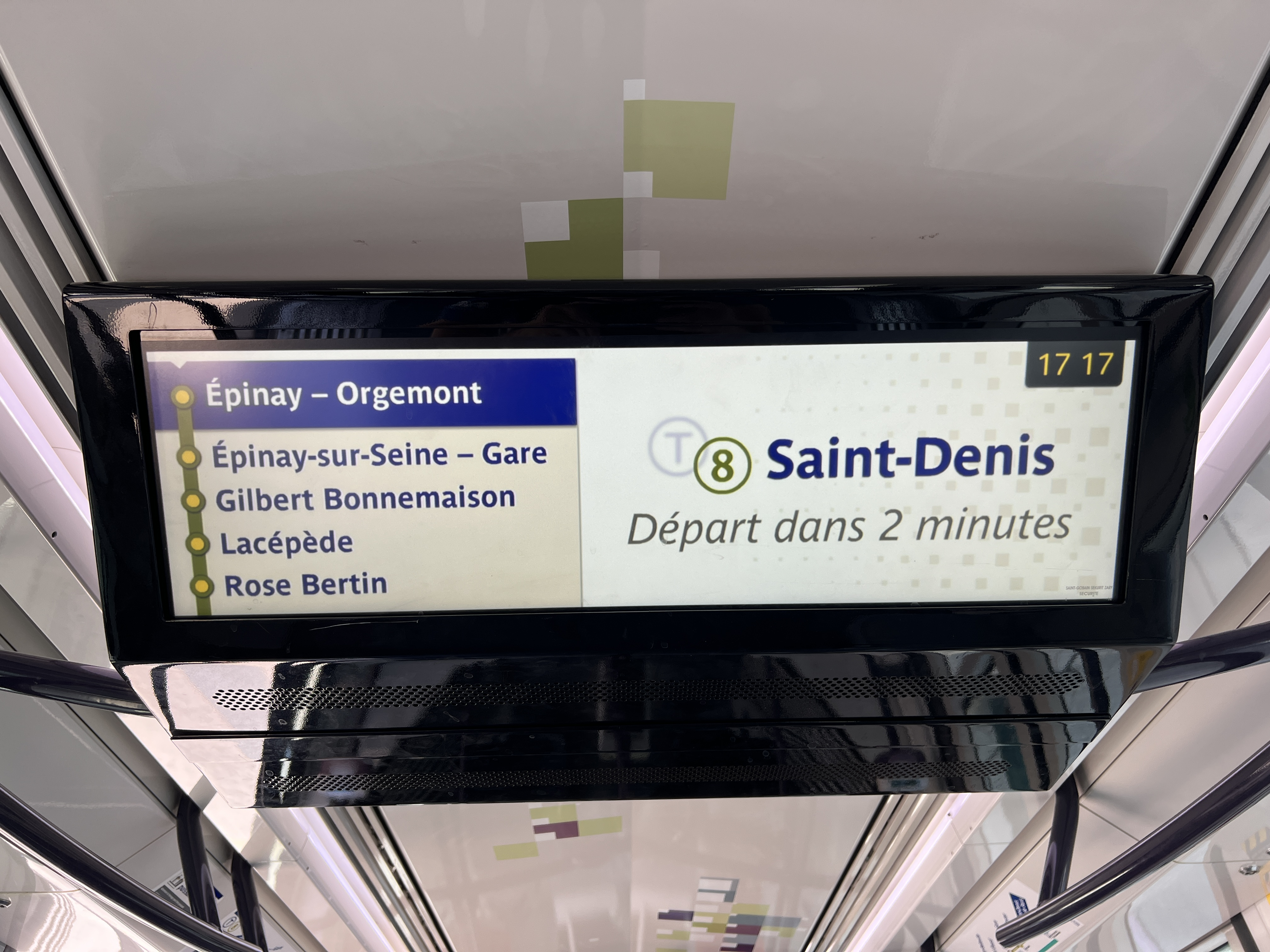
Écran pour les informations voyageurs à l'intérieur d'une rame.

### Conduite et signalisation
La conduite sur la ligne se fait en « conduite à vue ». On trouve seulement des panneaux de limitation de vitesse, des signaux de protection d'itinéraires et des signaux protégeant le franchissement des carrefours. Pour ces derniers, la voirie est équipée de signaux tricolores classiques de type R11 tandis que la ligne est équipée de signaux de type R17 et R18 associés à la signalisation routière.
Sur un fond noir, une barre horizontale de couleur blanche signale l'arrêt, un rond blanc annonce un signal d'arrêt et une barre verticale blanche la voie libre. Une signalisation d'aide à l'exploitation complète ces signaux, un losange lumineux signalant la prise en charge de la demande de priorité au carrefour.
Les signaux de protection d'itinéraires ou signaux d'exploitation se situent avant les appareils de voies (aiguillages). Les panneaux de limitation de vitesse se présentent quant à eux comme des panneaux carrés avec des chiffres noirs sur fond blanc. Enfin, les indicateurs de coupure de courant sont implantés en amont de chaque secteur d'alimentation de la ligne aérienne de contact (LAC). Deux ronds blancs alignés en position verticale annoncent une ligne alimentée, alignés en position horizontale une ligne non alimentée.

### Tarification et financement

Logo de la ligne 8 du tramway pour Île-de-France Mobilités.

La tarification de la ligne est identique à celle en vigueur sur tout le réseau du tramway d'Île-de-France. Un ticket « bus-tram », qui remplace le ticket t+ au 1er janvier 2025, permet un trajet simple quelle que soit la distance, avec une ou plusieurs correspondances possibles avec les autres lignes de bus et de tramway pendant une durée maximale de 1 h 30 entre la première et dernière validation. En revanche, un ticket validé dans un bus ne permet pas d'emprunter le métro, ni le Transilien et le RER. Une exception existe à titre temporaire pour l'emprunt des T11 à T13, précédemment accessibles avec le billet origine-destination, où le ticket « métro-train-RER » est nécessaire.
Le financement du fonctionnement de la ligne (entretien, matériel et charges de personnel) est assuré par l'exploitant. Cependant, les tarifs des billets et abonnements dont le montant est limité par décision politique ne couvrent pas les frais réels de transport. Le manque à gagner est compensé par l'autorité organisatrice, Île-de-France Mobilités, présidée depuis 2005 par le président du Conseil régional d'Île-de-France et composé d'élus locaux. Elle définit les conditions générales d'exploitation ainsi que la durée et la fréquence des services. L'équilibre financier du fonctionnement est assuré par une dotation globale annuelle aux transporteurs de la région grâce au versement mobilité payé par les entreprises et aux contributions des collectivités publiques.

## Projets

### Prolongements envisagés

#### Prolongement au sud

##### De la Plaine Saint-Denis à Rosa-Parks

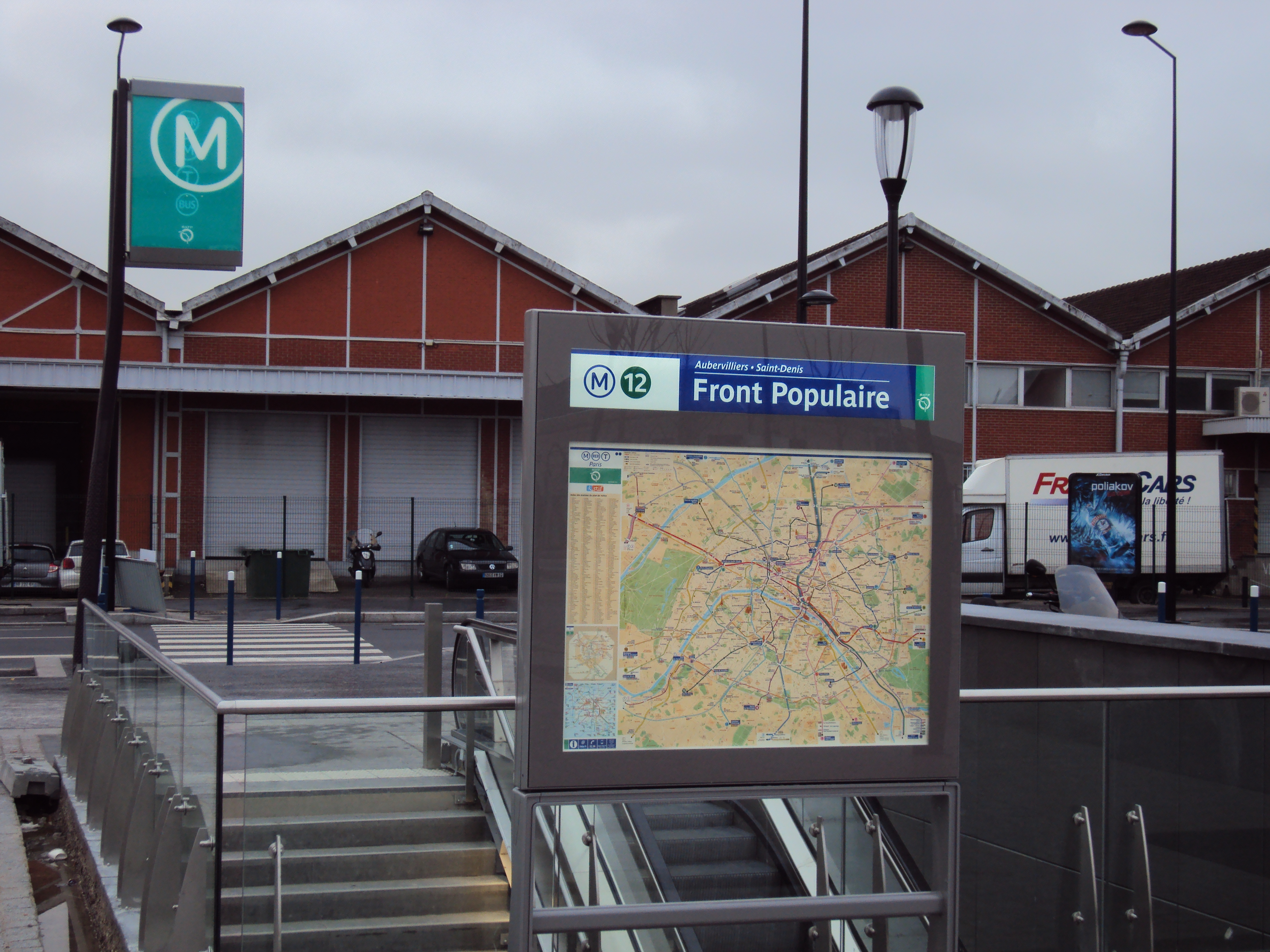
Une entrée de la station Front populaire, en décembre 2012.

Un prolongement du Tram'Y était prévu au sud dans le cadre du dossier de sélection de la ville hôte pour les Jeux olympiques de 2012 (« Paris 2012 »), afin de desservir le quartier olympique des Batignolles,.
La ligne se serait poursuivie de Saint Denis-Porte de Paris à la Plaine Saint-Denis, en desservant la cité des Francs-Moisins à Saint-Denis, le stade de France, la gare de La Plaine - Stade de France, la station Front populaire du prolongement de la ligne 12, la porte d'Aubervilliers et aurait terminé à la gare Rosa-Parks, donnant ainsi correspondance avec le RER E et la ligne de tramway T3b.
Compte tenu de l'échec de la candidature parisienne, cette extension au sud du Tram'Y n'était plus étudiée, malgré l'intérêt actif de la Ville de Paris et de Plaine Commune sur ce projet, qui devait améliorer fondamentalement l'accessibilité dans le secteur de la Plaine Saint Denis, qui redevient un pôle majeur de développement économique.
Toutefois, le projet de SDRIF adopté en septembre 2008 réaffirme le projet du Tram'Y dans son ensemble, c'est-à-dire jusqu'à la gare Rosa-Parks, et le contrat de projets Région-Département (CPRD) Région IDF / Ville de Paris de 2009 prévoit une enveloppe de 3 millions[réf. nécessaire] d'euros au titre des études pour ce prolongement (conjointement avec le T3b vers Porte d'Asnières).
Ce prolongement sud de la ligne sur environ six kilomètres desservirait donc :
- la cité des Francs-Moisins à Saint-Denis ;
- le stade de France avec la station de la future ligne 15 et la gare de La Plaine - Stade de France (RER B) ;
- la station Front populaire de la ligne 12, située Place du Front populaire, à la limite des communes de Saint-Denis (rue Proudhon) et Aubervilliers (rue des Gardinoux) ;
- la zone d'emplois de la Plaine Saint-Denis ;

et terminerait à la gare Rosa-Parks (RER E), dans le 19e arrondissement de Paris. Cette gare, mise en service le 13 décembre 2015, donne une correspondance avec le tramway de la ligne T3b et améliore la desserte du quartier de la porte d'Aubervilliers, qui constitue l'un des pôles de l'importante zone d'aménagement dite Paris Nord-Est.
Le projet de la Ville de Paris de réaménagement des quartiers nord-est prévoit l'utilisation de l'espace central de l'avenue de la porte d'Aubervilliers entre la place Skanderbeg (limite avec Aubervilliers) et la gare Rosa-Parks pour le T8.
En mars 2017, le STIF approuve la convention de financement d’études préalables pour le prolongement du T8 vers Paris, entre Saint-Denis et la gare Rosa-Parks du RER E, pour un montant de 3 500 000 euros, en vue de l’enquête publique. Ce nouveau tronçon s’étendra sur 5,5 km et pourrait desservir 9 à 10 nouvelles stations.
Île-de-France Mobilités (ex-STIF) organise une concertation du 9 septembre au 26 octobre 2019 dans laquelle la station Pressensé est optionnelle et deux options orthogonales sont proposées pour le terminus Rosa-Parks, dénommées variantes A et B.
La création de la station Pressensé, à l'origine optionnelle, est définitivement actée le 22 mars 2022,.
L'enquête publique se deroule du 21 mai au 25 juin 2024.
Les stations du tracé retenu sont listées du nord au sud :
|  |  |   |  |  | Station                                | Lat/Long                    | Zone | Communes                   | Correspondances          |
|  |  | - |  |  | -------------------------------------- | --------------------------- | ---- | -------------------------- | ------------------------ |
|  |  | • |  |  | Saint-Denis - Porte de Paris           | 48° 55′ 47″ N, 2° 21′ 29″ E | 3    | Saint-Denis                | (M) · (13)               |
|  |  | • |  |  | Lycée Suger                            | 48° 55′ 46″ N, 2° 21′ 58″ E | 3    | Saint-Denis                |                          |
|  |  | • |  |  | Le Franc-Moisin                        | 48° 55′ 36″ N, 2° 21′ 58″ E | 3    | Saint-Denis                |                          |
|  |  | • |  |  | Casanova - Pressensé                   | 48° 55′ 16″ N, 2° 21′ 52″ E | 2    | Saint-Denis                |                          |
|  |  | • |  |  | La Plaine - Stade de France            | 48° 55′ 05″ N, 2° 21′ 43″ E | 2    | Saint-Denis                | existant: envisagé:      |
|  |  | • |  |  | Lycée Angela Davis                     | 48° 54′ 55″ N, 2° 21′ 59″ E | 2    | Saint-Denis, Aubervilliers |                          |
|  |  | • |  |  | Campus Condorcet                       | 48° 54′ 33″ N, 2° 21′ 56″ E | 2    | Saint-Denis, Aubervilliers |                          |
|  |  | • |  |  | Front populaire                        | 48° 54′ 25″ N, 2° 21′ 57″ E | 2    | Saint-Denis, Aubervilliers | (M) · (12)               |
|  |  | • |  |  | EMGP                                   | 48° 54′ 11″ N, 2° 21′ 57″ E | 2    | Saint-Denis, Aubervilliers |                          |
|  |  | • |  |  | Porte d'Aubervilliers Place Skanderbeg | 48° 53′ 56″ N, 2° 22′ 15″ E | 1    | Paris                      | (T) · (3b)               |
|  |  | ■ |  |  | Rosa-Parks                             | 48° 53′ 48″ N, 2° 22′ 24″ E | 1    | Paris                      | (T) · (3b) · (RER) · (E) |

Les noms des stations ne sont pas définitifs. Les coordonnées et les zones sont approximatives.

###### Débat sur le terminus Rosa Parks
Deux premières variantes sont mises en débat. L'option A propose : « Après avoir emprunté l’avenue de la Porte d’Aubervilliers, le tramway traverse le boulevard des Maréchaux/Macdonald avant de s’arrêter sur l’îlot central du pont routier de la rue d’Aubervilliers. Le terminus est donc en hauteur par rapport au parvis de la gare Rosa-Parks. La liaison piétonne, entre le terminus et le parvis est assurée par la rampe actuelle, par la création d’un escalier ou d’un ascenseur et par la création d’un cheminement piéton longeant les voies du tram T3b et le réseau des voies du RER E entre la rue d’Aubervilliers et le parvis de Rosa-Parks. Tous ces cheminements sont accessibles aux personnes à mobilité réduite. » Le variante B propose : « Après avoir emprunté l’avenue de la Porte d’Aubervilliers, le tram T8 tourne sur le boulevard Macdonald pour s’arrêter au sud de celui-ci, au plus près du passage piéton qui permet d’accéder au parvis nord de Rosa-Parks. »
La FNAUT-IDF et l'ASPCRF critiquent la distance séparant les deux variantes du parvis de la gare et la difficulté d'accès aux correspondances, préférant des variantes donnant directement sur le parvis afin d'obtenir des correspondances de plain-pied,.

##### Au sud-est ou au sud-ouest de la gare Rosa-Parks

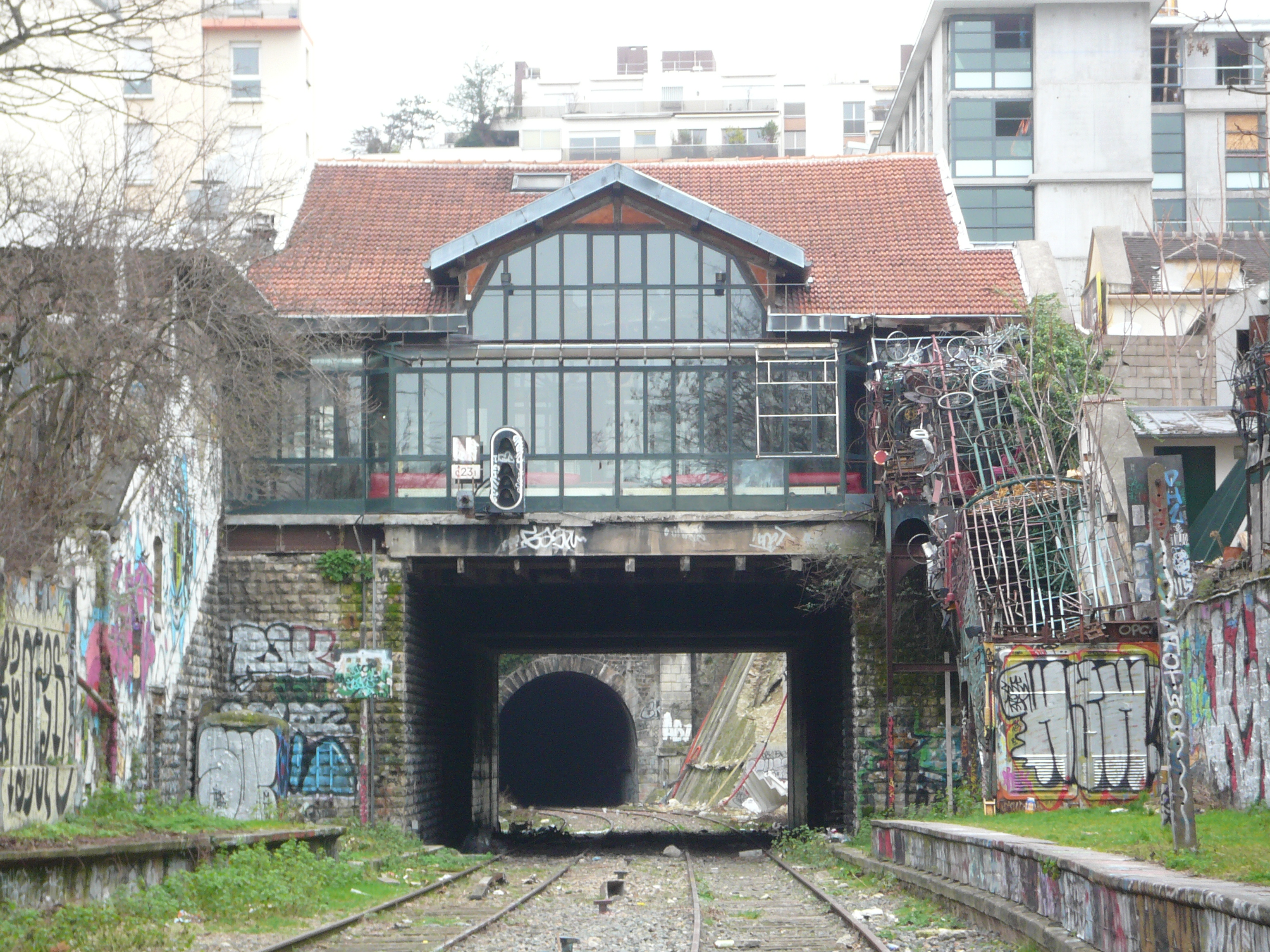
Gare de Charonne, abritant la salle de concert La Flèche d'or, sur la ligne de Petite Ceinture, tracé hypothétique du prolongement de la ligne T8, en janvier 2008.

Au-delà de cette gare, le Cercle ouest parisien d'études ferroviaires (COPEF) et l'Atelier parisien d'urbanisme (APUR) envisagent, dans des études publiées respectivement en 2006 et en août 2011, la réutilisation par la ligne T8 du segment Est de la ligne de Petite Ceinture.
- L'APUR étudie trois hypothèses : hypothèse courte avec prolongement jusqu'au parc des Buttes-Chaumont (correspondances avec la ligne 5 et la ligne 7 du métro), hypothèse moyenne avec prolongement jusqu'à la porte de Vincennes (correspondances avec les lignes T3a et T3b du tramway et les lignes 1, 3, 7 bis, 9 et 11 du métro) et hypothèse longue avec prolongement jusqu'à la gare de Lyon (correspondances avec les 6, 8 et 14 du métro et la ligne A du RER). L'hypothèse longue est toutefois jugée peu intéressante.
- Le COPEF propose un prolongement de l'Évangile (actuellement gare Rosa-Parks) à la Bibliothèque François Mitterrand (via, en théorie, la gare du boulevard Masséna), offrant une correspondance avec la partie centrale de la ligne C du RER, ainsi que la ligne 14 du métro et le tramway T3a.

Le COPEF propose également une conversion de la ligne T8 en tram-train, ainsi que l'utilisation d'un matériel roulant pouvant atteindre 100 km/h. Cela permettrait aussi la circulation sur la Petite Ceinture, aux heures creuses ou la nuit, de trains de fret et de matériels échangés entre centres de maintenance (TGV, locomotives).
Outre de nouvelles correspondances, ce prolongement présenterait l'avantage de desservir des quartiers mal connectés au réseau de transport en commun, notamment dans le 20e arrondissement. Il présente toutefois deux inconvénients principaux : une partie notable de son tracé se situe en tunnel profond, ce qui génère d'importantes contraintes. Les ouvrages (voies, soubassements, viaducs, tunnels) sont anciens, délaissés depuis longtemps et devront être remis en état, voire totalement remplacés. Le coût du prolongement entre la gare Rosa-Parks et la porte de Vincennes est évalué à 260 millions d'euros pour 6,5 km. Un prolongement via le parc des Buttes-Chaumont jusqu'à Gambetta fait alors débat, d'un coût moindre tout en desservant le 20e arrondissement.
La proposition d'un prolongement de la ligne via la Petite Ceinture fut notée par IDFM dans le bilan officiel du prolongement de la ligne jusqu'à Rosa Parks le 6 février 2020,.
Enfin, dans une étude réalisée par l'Atelier parisien d'urbanisme en mai 2012, une autre hypothèse évoque la possibilité d'un prolongement au sud-ouest de la gare Rosa-Parks, vers la gare de l'Est, en empruntant les voies présentes à côté de la ligne E du RER. Elle se ferait dans le cadre du réaménagement de la zone élargie Paris nord-est. Elle longerait la ZAC Pajol, desservirait la station de métro La Chapelle de la ligne 2 pour se terminer donc à la gare de l'Est. Cependant, une liaison avec la gare de l'Est existe déjà depuis la Porte de la Villette par la ligne 7 du métro.

#### Prolongements au nord et vers l'ouest

##### Au nord
Les villes voisines ont fait part de leurs souhaits que soit prolongé jusqu'à elles le Tram'Y : Montmagny pour la branche de Villetaneuse, et Argenteuil pour celle d'Épinay-sur-Seine. Ces souhaits n'ont pas encore été pris en compte[réf. souhaitée].

##### Vers l'ouest
La Communauté d'agglomération du Parisis et les communes limitrophes ainsi que la Communauté d'agglomération de Cergy-Pontoise ont demandé en décembre 2010, le prolongement de cette ligne comme transport en commun en site propre (TCSP) vers Cergy via la RD 14 afin d'offrir un transport collectif, largement insuffisant dans le Val-d'Oise, et réduire le trafic routier généré par ce manque de transport.
Une première phase pourrait relier la Patte d'Oie d'Herblay constituant une jonction via la RD 392 par prolongement de la ligne de tramway T2, arrivée à Bezons en 2012.
La seconde phase relierait la Patte d'Oie d'Herblay à l'agglomération de Cergy-Pontoise, toujours en suivant le tracé de la RD 14 puis celui de l'autoroute A15[réf. souhaitée].
Cette demande a été effectuée en août 2011 auprès de Nathalie Kosciusko-Morizet, alors ministre de l'Écologie, du Développement durable, des Transports et du Logement[réf. souhaitée].

## Lieux desservis

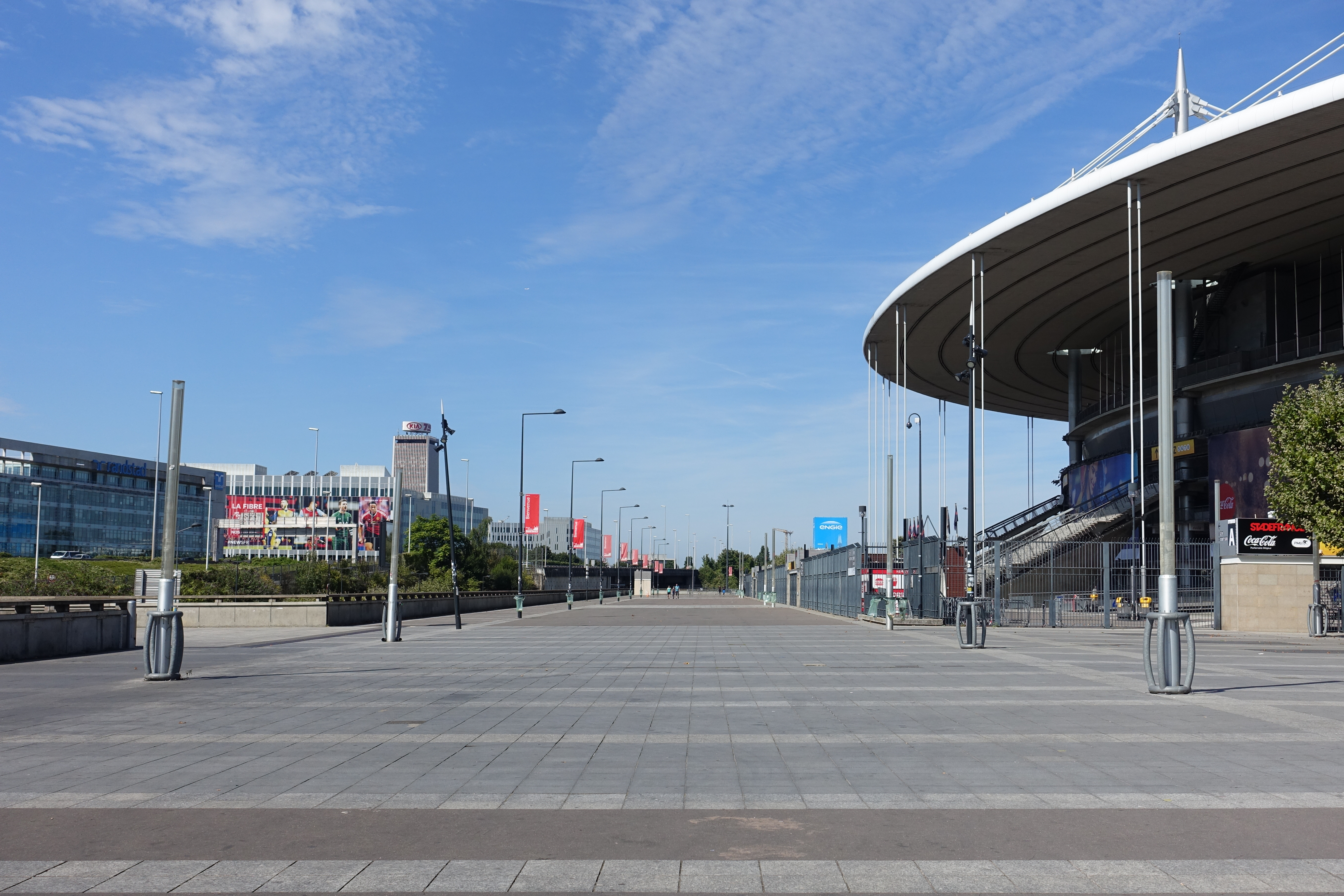
Le Stade de France.

La ligne T8 dessert, du nord au sud, les lieux suivants : 
- le quartier d'Orgemont (station Épinay - Orgemont) ;
- les bords de la Seine (stations Épinay-sur-Seine - Gare et Saint-Denis - Gare) ;
- la salle de cinéma CGR d'Épinay-sur-Seine (station Épinay-sur-Seine - Gare) ;
- le cimetière d'Épinay-sur-Seine (station Gilbert Bonnemaison) ;
- le centre commercial de l'Ilo - Épinay et l'hôtel de ville d'Épinay-sur-Seine (station Rose Bertin) ;
- l'hôtel de ville de Villetaneuse (station Villetaneuse-Université) ;
- l'université Sorbonne Paris-Nord  (stations Villetaneuse-Université et Jean Vilar) ;
- le centre commercial Bienvenu (station César) ;
- les bords du canal Saint-Denis (stations Paul Éluard, Saint-Denis - Gare, Pierre de Geyter et Saint-Denis Porte de Paris) ;
- L'Île-Saint-Denis (station Saint-Denis - Gare) ;
- le Stade de France (station Saint-Denis - Porte de Paris) .